# Radeon
Pour les articles homonymes, voir Radeon (homonymie).
Radeon est la marque d'une série de cartes graphiques d'ATI Technologies depuis 2000, puis du groupe AMD à la suite du rachat d'ATI en 2006, à partir de 2011 avec la sortie des Radeon 6800. Ces cartes graphiques succèdent à la gamme des ATI Rage.
Elles gèrent le Radeon FreeSync depuis la génération des Rx 300 datant de 2015.
Les concurrents directs des cartes Radeon sont les cartes GeForce du fabricant Nvidia, et précédemment les cartes Voodoo du fabricant 3dfx (disparu en 2000).

## Les premières Radeon: 7000 et 8000 (2000-2002)

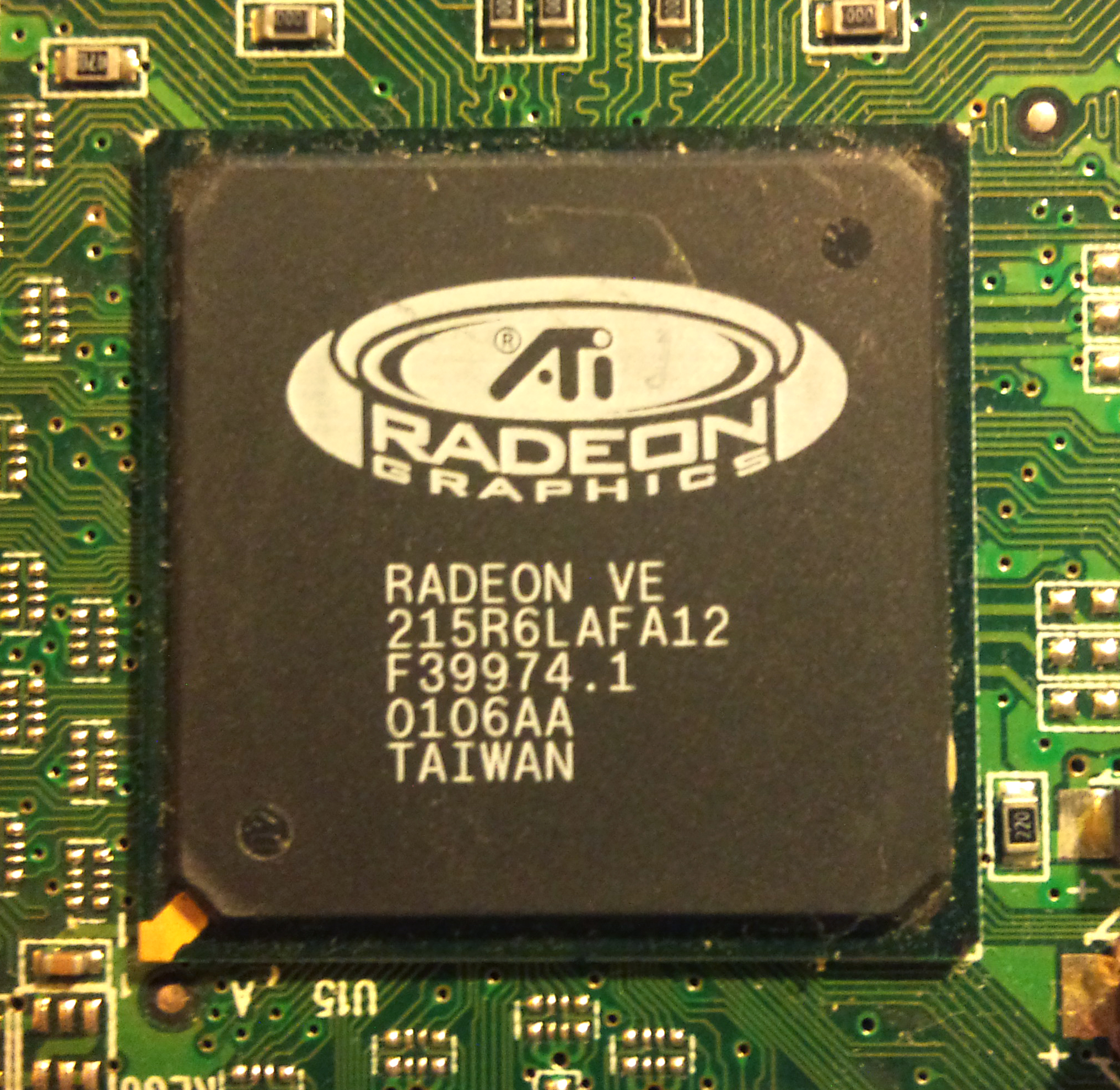
Puce ATi Radeon VE (RV100).

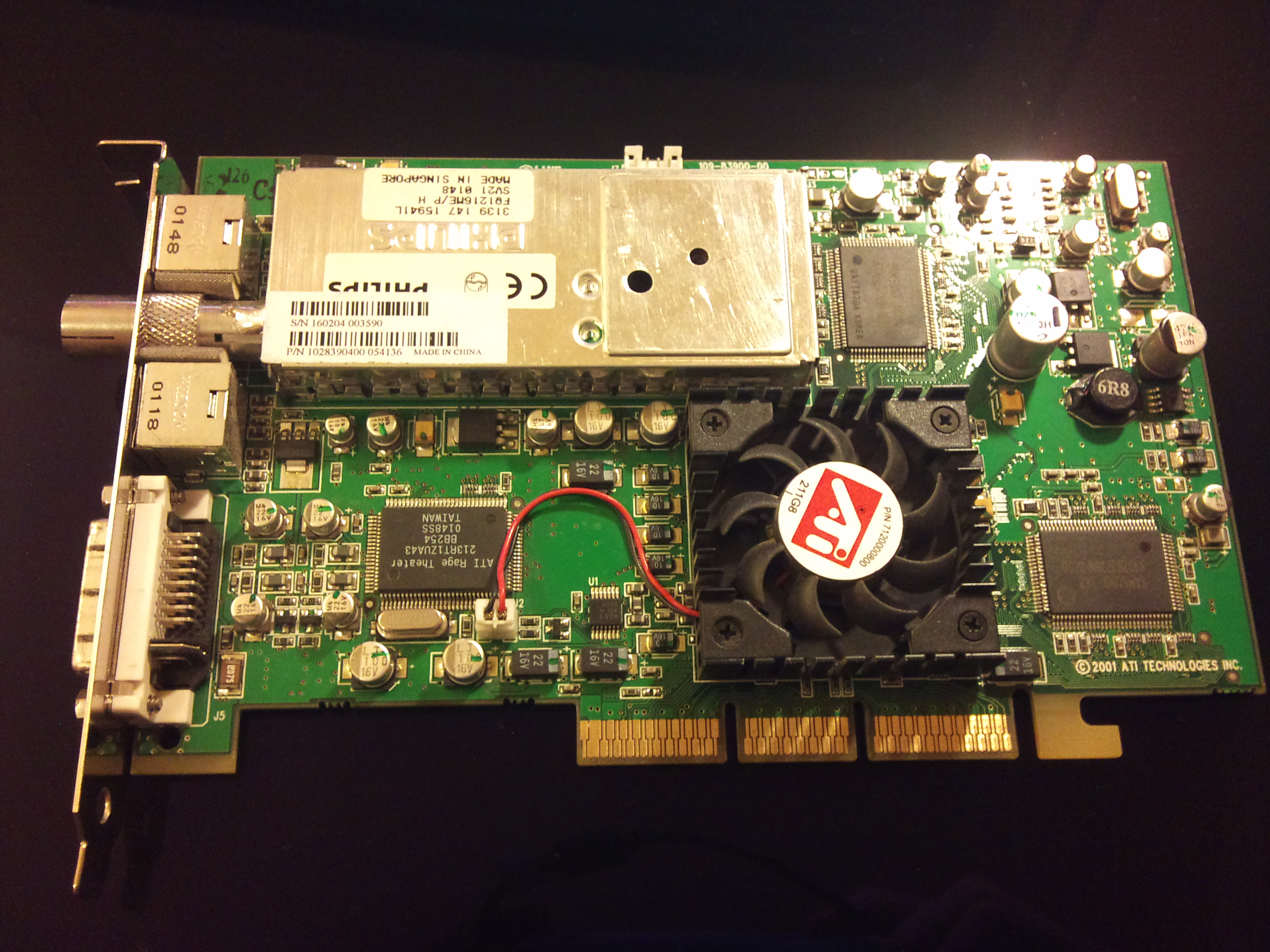
ATi Radeon 7500 All-in-Wonder 64 Mo.

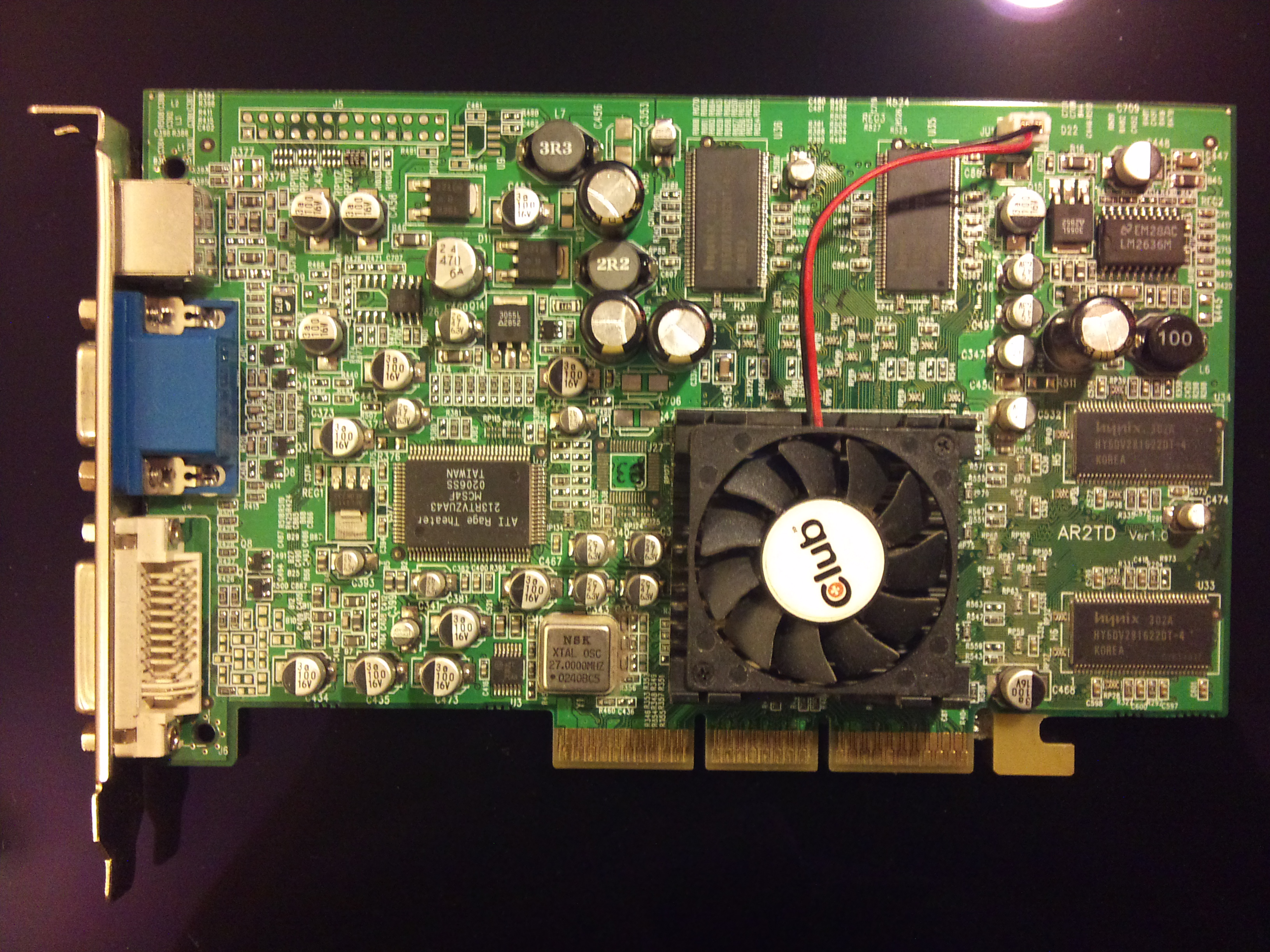
ATi Radeon 8500 128 Mo de Club 3D.

La première génération de Radeon est sortie au printemps 2000 pour remplacer les vieillissantes cartes ATI Rage 128 Pro et ATI Rage Fury Maxx incapables de faire face aux indétrônables Nvidia GeForce 256 et 3dfx Voodoo 5. À l'instar de la GeForce 256, la Radeon était dotée de la technologie Transform & Lighting (T&L) alors de plus en plus utilisée dans les jeux. Dans la veine de ses concurrentes, elle utilisait la version 7.0 de DirectX, et la version 1.4 d'OpenGL. Enfin, l'HyperZ permettait une meilleure efficacité du processeur graphique, avec une amélioration théorique de 20 %.
Elle sortit alors en deux versions : la Radeon SDR et la Radeon DDR, avec en plus une version All-in-Wonder adaptée à l'acquisition vidéo.
Basée sur l'architecture R100 gravée en 180 nm, elle dépassait généralement la GeForce 256 DDR et s'approchait parfois des GeForce 2 GTS. La Radeon LE était une version moins rapide doté de 32 Mo de DDR, elle était produite à partir de puces moins bien faites (généralement celles se trouvant au bord du die).
Plus tard, une version d'entrée de gamme vient compléter la gamme. La nouvelle puce RV100 est en réalité une version allégée de la puce R100, privée de T&L, avec un seul pipeline, un bus mémoire de 64 bits (et même plus rarement 32 bits) et sans HyperZ. En revanche, elle bénéficiait de l'HydraVision qui lui permettait d'utiliser deux écrans. Ses performances en jeu laissaient à désirer, mais la qualité de l'affichage et la capacité d'utiliser deux écran associé à un prix très bas lui offrit une longue carrière. On en produisait encore en 2005. La puce Mobility Radeon est basée sur la Radeon VE.
En 2001 les anciennes Radeon d'entrée de gamme sont renommées : la Radeon VE devient la Radeon 7000 et les Radeon SDR et DDR deviennent Radeon 7200, ceci afin de correspondre à la nouvelle 7500. Cette dernière, lancée dans la seconde moitié de 2001, est basée sur l'architecture RV200. La puce est gravée plus finement (150 nm), ce qui lui permettait de fonctionner à des fréquences plus élevées. Elle reprend également l'HydraVision des Radeon VE. En même temps sort la Radeon 8500, un modèle haut de gamme basée sur l'architecture R200 utilisant les atouts de DirectX 8.1. Plus rapide que la 7500, elle faisait face aux nouvelles GeForce 3, mais aura du mal à dépasser la version Ti200 d'entrée de gamme. Elle fut en outre, plombée à ses débuts par des drivers bâclés.
| Modèle                 | Processeur graphique | Gravure (nm) | Cœurs de calcul | Cœurs de calcul | Cœurs de calcul  | Cœurs de calcul          | Cœurs de rendu (ROP) | Cœurs de rendu (ROP) | Cœurs de rendu (ROP)   | Mémoire      | Mémoire               | Mémoire         | Mémoire                | Mémoire     | Bibliothèque graphique compatible (dernière version) | Bibliothèque graphique compatible (dernière version) | Bus   | Sortie          | Notes                |
| Modèle                 | Processeur graphique | Gravure (nm) | Nombre1         | Fréquence (MHz) | Puissance (GF/s) | Débit de Textures (GT/s) | Nombre               | Fréquence (MHz)      | Débit de pixels (GP/s) | Taille (Mio) | Longueur du bus (bit) | Fréquence (MHz) | Bande passante (Gio/s) | Type de bus | OpenGL                                               | DirectX                                              | Bus   | Sortie          | Notes                |
| ---------------------- | -------------------- | ------------ | --------------- | --------------- | ---------------- | ------------------------ | -------------------- | -------------------- | ---------------------- | ------------ | --------------------- | --------------- | ---------------------- | ----------- | ---------------------------------------------------- | ---------------------------------------------------- | ----- | --------------- | -------------------- |
| Radeon VE Radeon 7000  | RV100                | 180          | 1:0:3           | 183             | 0,183            | 0,549                    | 1                    | 183                  | 0,183                  | 32 64        | 32 64                 | 366             | 2,93                   | DDR         | 1.3                                                  | 7.0                                                  | AGP4x | 19 février 2001 | HydraVision          |
| Radeon SDR Radeon 7200 | R100                 | 180          | 2:1:6           | 166             | 0,333            | 0,999                    | 2                    | 166                  | 0,333                  | 32           | 128                   | 333             | 2,66                   | SDR         | 1.3                                                  | 7.0                                                  | AGP4x | Juin 2000       | Transform & Lighting |
| Radeon DDR Radeon 7200 | R100                 | 180          | 2:1:6           | 183             | 0,366            | 1,1                      | 2                    | 183                  | 0,183                  | 32           | 128                   | 366             | 5,86                   | DDR         | 1.3                                                  | 7.0                                                  | AGP4x | Avril 2000      | Transform & Lighting |
| Radeon 7500            | RV200                | 150          | 2:1:6           | 290             | 0,58             | 1,74                     | 2                    | 290                  | 0,58                   | 64           | 128                   | 460             | 7,36                   | DDR         | 1.3                                                  | 7.0                                                  | AGP4x | 14 août 2001    |                      |
| AIW Radeon 7500        | RV200                | 150          | 2:1:6           | 260             | 0,58             | 1,74                     | 2                    | 260                  | 0,58                   | 64           | 128                   | 460             | 7,36                   | DDR         | 1.3                                                  | 7.0                                                  | AGP4x | 22 janvier 2002 |                      |
| Radeon 8500            | R200                 | 150          | 2:4:8           | 275             | 1,1              | 2,2                      | 4                    | 275                  | 1,1                    | 64 128       | 128                   | 550             | 8,8                    | DDR         | 1.3                                                  | 8.1                                                  | AGP4x | 14 août 2001    | HyperZ II            |
| Radeon 8500LE          | R200                 | 150          | 2:4:8           | 275             | 1                | 2                        | 4                    | 250                  | 1                      | 64 128       | 128                   | 500             | 8                      | DDR         | 1.3                                                  | 8.1                                                  | AGP4x | 4 février 2002  | HyperZ II            |
| AIW2 Radeon 8500 DV    | R200                 | 150          | 2:4:8           | 230             | 1                | 2                        | 4                    | 250                  | 1                      | 64           | 128                   | 380             | 8                      | DDR         | 1.3                                                  | 8.1                                                  | AGP4x | 30 août 2001    | 2 x Firewire         |
| AIW Radeon 8500 128Mb  | R200                 | 150          | 2:4:8           | 275             | 1,1              | 2,2                      | 4                    | 275                  | 1,1                    | 128          | 128                   | 550             | 8,8                    | DDR         | 1.3                                                  | 8.1                                                  | AGP4x | avril 2002      | Pas de Firewire      |

- 1 pixel pipeline : T&L : textures
- 2 AIW : All-In-Wonder : dénomination des cartes Rage et Radeon pourvues de matériel d'acquisition vidéo (entrée/sortie TV, logiciels, etc.)

## Radeon 9000 (2002-2004)

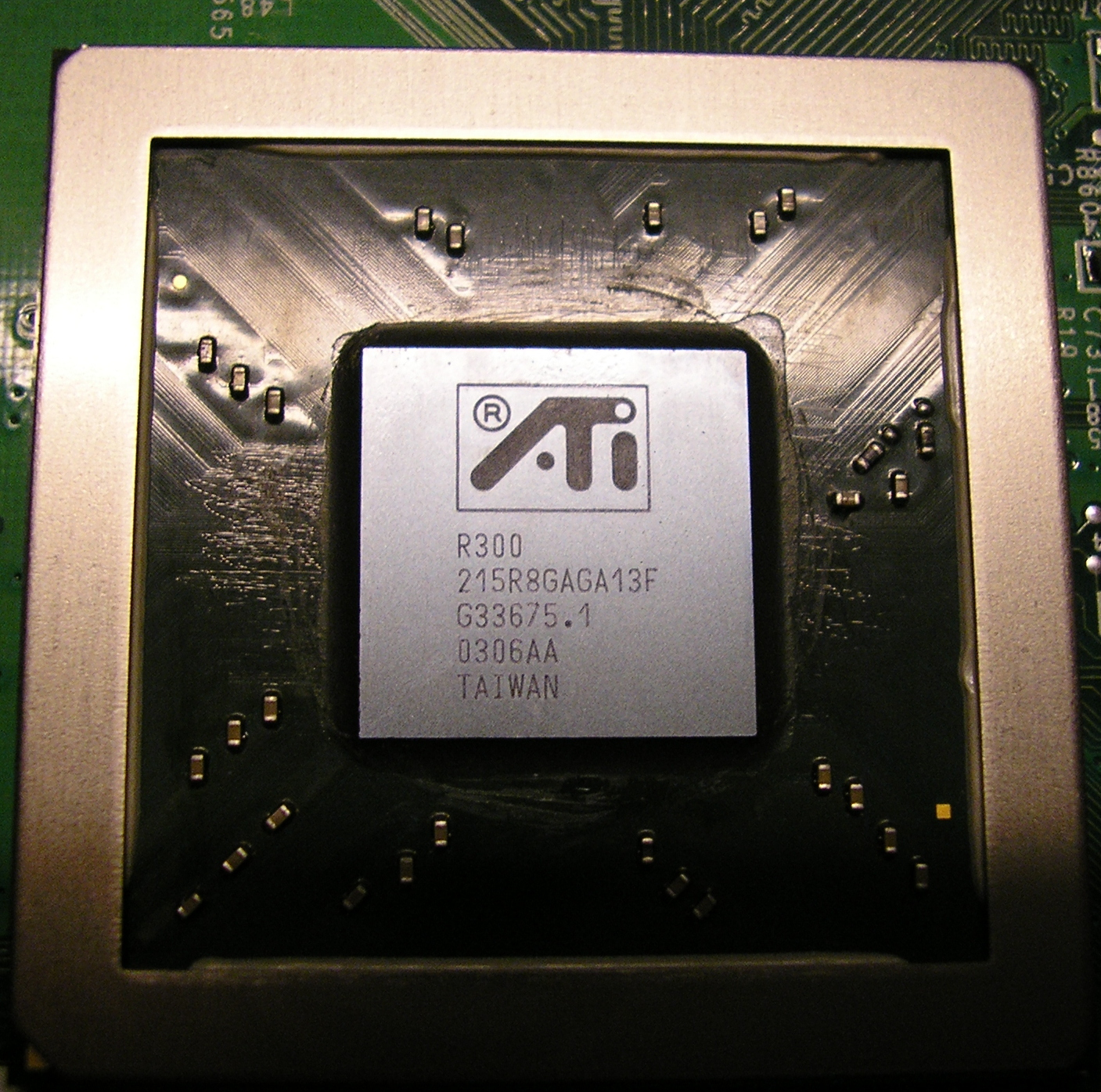
Puce ATi R300

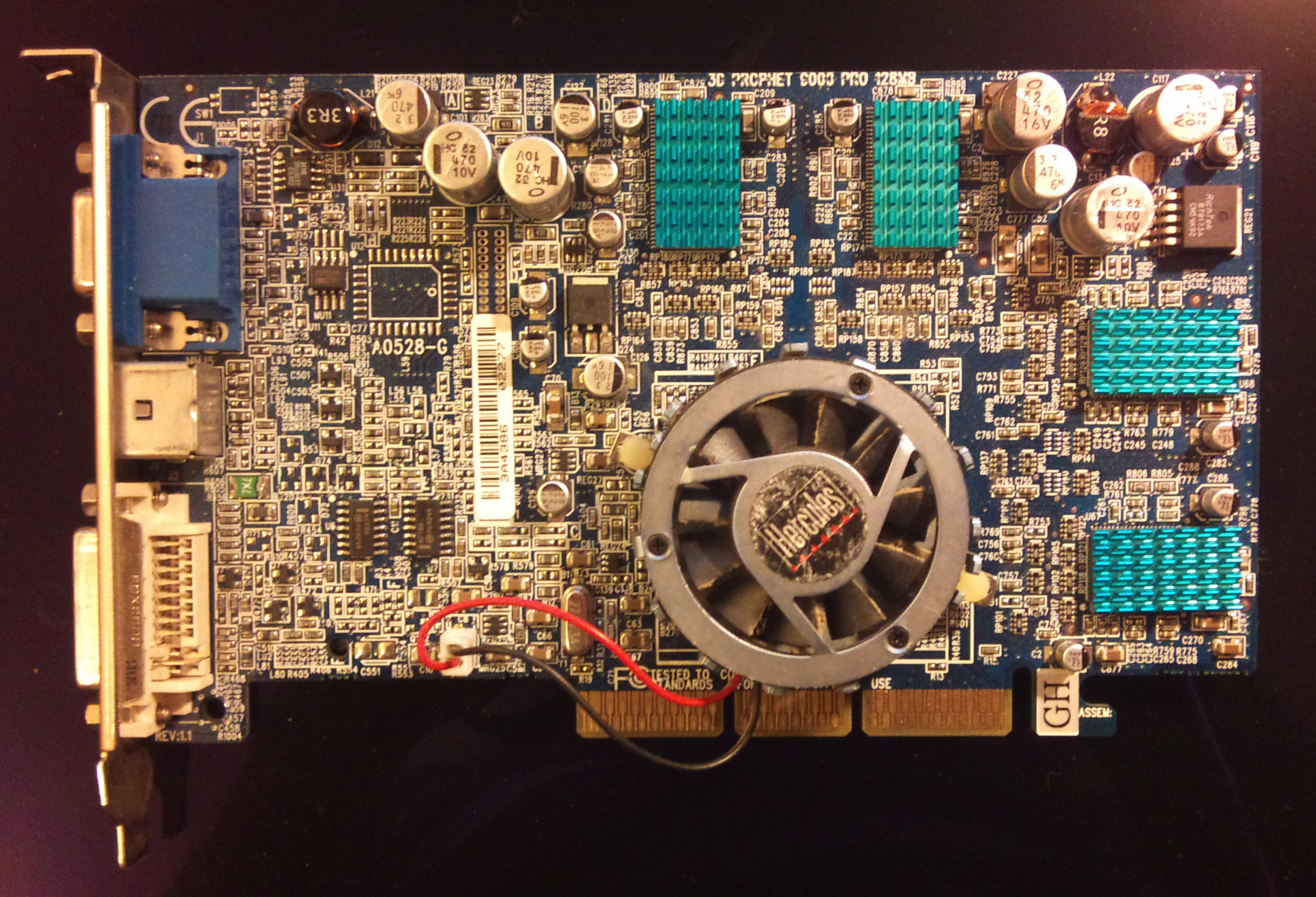
Hercules 3D Prophet 9000 Pro 128 Mo

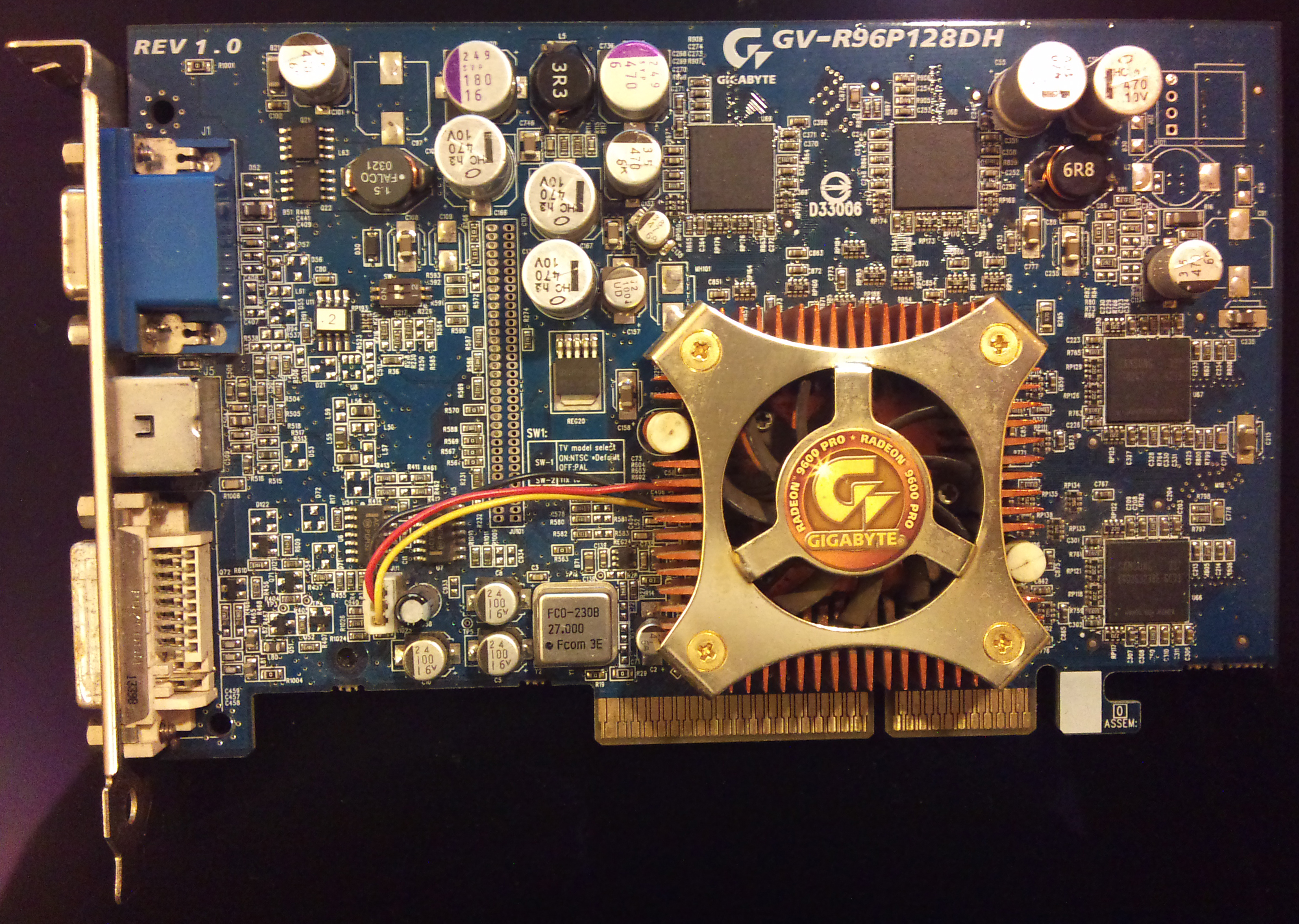
Radeon 9600 Pro 128 Mo par Gigabyte

En 2002, ATi lance la Radeon 9700 Pro, permettant à ATi de proposer en avant-première des cartes graphiques compatible DirectX 9.0.
Le GPU de la carte, composé de 107 millions de transistors a été conçu pour concurrencer les GeForce 4 Ti. Équipée de 128 Mo de DDR en interface 256 bits et cadencée à 310 MHz, la carte s'impose d'emblée comme supérieure à la concurrence.
En matière de performances tout d'abord, en dévoilant de très bonnes performances en haute résolution (1600 × 1200) ou en utilisation de l'antialiasing (AA) grâce à un bus mémoire très large et disposant d'une fréquence comparable à la concurrence.
Compatible avec les shaders models 2.0 (comportant notamment la compatibilité avec le displacement mapping, qui pour rappel est une évolution du bump mapping). La carte ouvre la voie vers une génération de "VPU" ou Visual Processing Units. Ces VPU ne sont plus en charge uniquement de calculs de polygones et de textures, mais disposent d'unités programmables permettant à la carte d'appliquer des algorithmes pour améliorer significativement la qualité visuelle des modèles affichés sans modification de leur structure initiale.
Début 2003 ATI sort la 9800 Pro en réponse à la sortie des GeForce FX 5800 ultra. Il s'agit en fait d'une amélioration de la 9700 Pro. Cette version 9800 Pro est toujours gravée en 0,15 µm chez TSMC et voit sa fréquence d'horloge GPU passer à 380 MHz et sa mémoire à 340 MHz. Le nombre de transistors passe, lui, de 107 à 117 millions. Pas de révolution concernant l'architecture, qui reste la même à quelques spécifications près (support des SM 2.1). Concernant les performances, elles sont tantôt comparables au 5800 ultra, tantôt bien supérieures dans le cas des hautes résolutions et de l'utilisation de l'anti-aliasing (bien que Nvidia ait rattrapé son retard sur ce point).
Une version XT sortira vers la fin de l'année pour contrer la 5950 ultra. En pratique elle n'est que 6 % plus performante que la version pro. La version XT était vendue 550 €. La version milieu de gamme de cette année, la 9600 Pro, est en fait une carte plus économe en transistors (75 millions contre 107 millions pour les autres 9000) mais de puissance inférieure à la 950 Pro, qui reste du coup la meilleure carte milieu de gamme DirectX 9.0.
| Modèle              | Processeur graphique | Processeur graphique | Processeur graphique | Processeur graphique | Processeur graphique | Mémoire      | Mémoire | Mémoire         | Mémoire   | Mémoire                | Débit (MF/s) | Débit (MF/s) | Débit (MF/s) | Débit (MF/s) | API compatible | API compatible | Sortie            | Notes     |
| Modèle              | Bus                  | Nom de code          | Gravure (nm)         | Fréquence (MHz)      | Cœurs de calcul1     | Taille (Mio) | Type    | Fréquence (MHz) | Bus (bit) | Bande Passante (Gio/s) | Shader       | Pixels       | Texels       | Vertex       | DirectX        | OpenGL         | Sortie            | Notes     |
| ------------------- | -------------------- | -------------------- | -------------------- | -------------------- | -------------------- | ------------ | ------- | --------------- | --------- | ---------------------- | ------------ | ------------ | ------------ | ------------ | -------------- | -------------- | ----------------- | --------- |
| Radeon 9000         | AGP4X/PCI            | RV250                | 150                  | 250                  | 1:4:4:4              | 128          | DDR     | 400             | 128       | 6.40                   | 800          | 800          | 800          | 50           | 8.1            | 1.3            | 2002              |           |
| Radeon 9000 Pro     | AGP4X                | RV250                | 150                  | 275                  | 1:4:4:4              | 128          | DDR     | 550             | 128       | 8.8                    | 1100         | 1100         | 1100         | 68.75        | 8.1            | 1.3            | 2002              |           |
| AIW Radeon 9000 Pro | AGP4X                | RV250                | 150                  | 275                  | 1:4:4:4              | 128          | DDR     | 550             | 128       | 8.8                    | 1100         | 1100         | 1100         | 68.75        | 8.1            | 1.3            | 2002              | VIVO      |
| Radeon 9100         | AGP4X/PCI            | R200                 | 150                  | 250                  | 4:2:8:4              | 64, 128      | DDR     | 500             | 128       | 8.0                    | 1000         | 1000         | 2000         | 125          | 8.1            | 1.3            | 2003              |           |
| Radeon 9200         | AGP8X/PCI            | RV280                | 150                  | 250                  | 1:4:4:4              | 64, 128, 256 | DDR     | 400             | 128       | 6.4                    | 1000         | 1000         | 1000         | 62.5         | 8.1            | 1.3            | 2003              |           |
| Radeon 9200 SE      | AGP8X/PCI            | RV280                | 150                  | 200                  | 1:4:4:4              | 64, 128, 256 | DDR     | 333             | 64        | 2.67                   | 800          | 800          | 800          | 50           | 8.1            | 1.3            | 2003              |           |
| AIW Radeon 9200     | AGP8X/PCI            | RV280                | 150                  | 250                  | 1:4:4:4              | 64, 128, 256 | DDR     | 400             | 128       | 6.4                    | 1000         | 1000         | 1000         | 62.5         | 8.1            | 1.3            | 2003              | VIVO      |
| AIW Radeon 9200 SE  | AGP8X/PCI            | RV280                | 150                  | 200                  | 1:4:4:4              | 64, 128, 256 | DDR     | 333             | 64        | 2.67                   | 800          | 800          | 800          | 50           | 8.1            | 1.3            | 2003              | VIVO      |
| Radeon 9250         | AGP8X/PCI            | RV280                | 150                  | 240                  | 1:4:4:4              | 128, 256     | DDR     | 400             | 64,128    | 6.4                    | 960          | 960          | 960          | 60           | 8.1            | 1.3            | 2004              |           |
| Radeon 9500         | AGP8X                | R300                 | 110                  | 275                  | 4:4:4:4              | 64, 128      | DDR     | 540             | 128       | 8.64                   | 1100         | 2200         | 1100         | 275          | 9.0            | 2.0            | 2002              |           |
| Radeon 9500 Pro     | AGP8X                | R300                 | 110                  | 275                  | 8:4:8:8              | 128          | DDR     | 540             | 128       | 8.64                   | 2200         | 2200         | 2200         | 275          | 9.0            | 2.0            | Octobre 2002      |           |
| Radeon 9550         | AGP8X                | RV350                | 130                  | 250                  | 4:2:4:4              | 64, 128, 256 | DDR     | 400             | 128       | 6.4                    | 1000         | 1000         | 1000         | 125          | 9.0            | 2.0            | 2004              |           |
| Radeon 9600         | AGP8X                | RV350                | 130                  | 325                  | 4:2:4:4              | 128, 256     | DDR     | 400             | 128       | 6.4                    | 1300         | 1300         | 1300         | 162.5        | 9.0            | 2.0            | 2003              |           |
| Radeon 9600 SE      | AGP8X                | RV350                | 130                  | 325                  | 4:2:4:4              | 64, 128, 256 | DDR     | 400             | 64        | 3.2                    | 1300         | 1300         | 1300         | 162.5        | 9.0            | 2.0            | 2003              |           |
| Radeon 9600 Pro     | AGP8X                | RV350                | 130                  | 400                  | 4:2:4:4              | 128, 256     | DDR     | 600             | 128       | 9.6                    | 1600         | 1600         | 1600         | 200          | 9.0            | 2.0            | Avril 2003        |           |
| Radeon 9600 XT      | AGP8X                | RV360                | 130                  | 500                  | 4:2:4:4              | 128, 256     | DDR     | 600             | 128       | 9.6                    | 2000         | 2000         | 2000         | 250          | 9.0            | 2.0            | 30 septembre 2003 |           |
| AIW Radeon 9600 Pro | AGP8X                | RV350                | 130                  | 400                  | 4:2:4:4              | 128          | DDR     | 650             | 128       | 10.4                   | 1600         | 1600         | 1600         | 200          | 9.0            | 2.0            | 5 août 2003       | VIVO      |
| AIW Radeon 9600 XT  | AGP8X                | RV360                | 130                  | 500                  | 4:2:4:4              | 128, 256     | DDR     | 600             | 128       | 10.4                   | 2100         | 2100         | 2100         | 262.5        | 9.0            | 2.0            | 26 janvier 2004   | VIVO      |
| Radeon 9700         | AGP8X                | R300                 | 150                  | 275                  | 8:4:8:8              | 128          | DDR     | 540             | 256       | 17.28                  | 2000         | 2000         | 2000         | 275          | 9.0            | 2.0            | 24 octobre 2002   |           |
| Radeon 9700 Pro     | AGP8X                | R300                 | 150                  | 325                  | 8:4:8:8              | 128          | DDR     | 620             | 256       | 19.84                  | 2600         | 2600         | 2600         | 325          | 9.0            | 2.0            | 18 juillet 2002   |           |
| Radeon 9800         | AGP8X                | R350                 | 150                  | 325                  | 8:4:8:8              | 128          | DDR     | 620             | 256       | 19.84                  | 2600         | 2600         | 2600         | 325          | 9.0            | 2.0            | 2003              | F-Buffer2 |
| Radeon 9800 Pro     | AGP8X                | R350                 | 150                  | 380                  | 8:4:8:8              | 128, 256     | DDR     | 680             | 256       | 21.76                  | 3040         | 3040         | 3040         | 380          | 9.0            | 2.0            | 2003              | F-Buffer2 |
| Radeon 9800 SE      | AGP8X                | R350                 | 150                  | 325                  | 8:4:8:8              | 128, 256     | DDR     | 540             | 128, 256  | 8.64                   | 1520         | 3040         | 1520         | 380          | 9.0            | 2.0            | 2003              | F-Buffer2 |
| AIW Radeon 9800 Pro | AGP8X                | R350                 | 150                  | 380                  | 8:4:8:8              | 128, 256     | DDR     | 680             | 256       | 21.76                  | 3040         | 3040         | 3040         | 380          | 9.0            | 2.0            | 2003              | F-Buffer2 |
| AIW Radeon 9800 SE  | AGP8X                | R350                 | 150                  | 325                  | 8:4:8:8              | 128, 256     | DDR     | 540             | 128       | 10.88                  | 1520         | 3040         | 1520         | 380          | 9.0            | 2.0            | 2003              | F-Buffer2 |

- 1 Nb. Vertex shader : Nb. Pixel shader : Nb. Unité de texture : Nb. ROP
- Le F-Buffer est une petite quantité de mémoire, située dans chaque pixel pipelines, dont l'objectif est de remplacer la limite de l'architecture pour traiter les pixels shaders programmes avec seulement 64 instructions de longueur par passe.

## Radeon X(...) (2004-2005)
En juin 2004, ATI a lancé une nouvelle série de cartes graphiques destinées à remplacer les Radeon 9000 : la série X. La première carte de cette série à être produite est la X800[réf. nécessaire].
Mais en octobre 2005, face à leur manque de performance face aux GeForce 6 de nVidia et une architecture en retrait (incompatibilité avec DirectX 9.0c par exemple), ATI sort les X1800, qui utilisent un nouveau processeur graphique, le R520. Cette série sera fort apprécié par les joueurs grâce à son très bon rapport qualité/prix (notamment avec le X1800 GTO et le X1950 Pro) face aux GeForce 6-7 de nVidia[réf. nécessaire].
| Modèle             | Processeur graphique | Processeur graphique | Processeur graphique | Processeur graphique | Processeur graphique | Mémoire          | Mémoire | Mémoire         | Mémoire   | Mémoire                | Débit (MF/s) | Débit (MF/s) | Débit (MF/s) | Débit (MF/s) | API compatible | API compatible | Sortie            | Notes |
| Modèle             | Bus                  | Nom de code          | Gravure (nm)         | Fréquence (MHz)      | Cœurs de calcul1     | Taille (Mio)     | Type    | Fréquence (MHz) | Bus (bit) | Bande Passante (Gio/s) | Shader       | Pixels       | Texels       | Vertex       | DirectX        | OpenGL         | Sortie            | Notes |
| ------------------ | -------------------- | -------------------- | -------------------- | -------------------- | -------------------- | ---------------- | ------- | --------------- | --------- | ---------------------- | ------------ | ------------ | ------------ | ------------ | -------------- | -------------- | ----------------- | ----- |
| Radeon X300        | PCIe                 | RV370                | 110                  | 325                  | 4:2:4:4              | 64, 128, 256     | DDR     | 400             | 128       | 6.4                    | 1300         | 1300         | 1300         | 162.5        | 9.0            | 2.0            | 21 juin 2004      |       |
| Radeon X300 LE     | PCIe                 | RV370                | 110                  | 325                  | 4:2:4:4              | 128, 256         | DDR     | 400             | 128       | 6.4                    | 1300         | 1300         | 1300         | 162.5        | 9.0            | 2.0            | 21 juin 2004      |       |
| Radeon X300 SE     | PCIe                 | RV370                | 110                  | 325                  | 4:2:4:4              | 64, 128, 256     | DDR     | 400             | 64        | 3.2                    | 1300         | 1300         | 1300         | 162.5        | 9.0            | 2.0            | 21 juin 2004      |       |
| Radeon X300 SE HM2 | PCIe                 | RV370                | 110                  | 325                  | 4:2:4:4              | 32, 64, 128, 256 | DDR     | 600             | 64        | 4.8                    | 1300         | 1300         | 1300         | 162.5        | 9.0            | 2.0            | 4 avril 2005      |       |
| Radeon X550        | PCIe                 | RV370                | 110                  | 400                  | 4:2:4:4              | 128, 256, 512    | DDR     | 500             | 128       | 8                      | 1600         | 1600         | 1600         | 200          | 9.0            | 2.0            | 21 juin 2005      |       |
| Radeon X600 Pro    | PCIe                 | RV380                | 130                  | 400                  | 4:2:4:4              | 128, 256         | DDR     | 600             | 128       | 9.6                    | 1600         | 1600         | 1600         | 200          | 9.0            | 2.0            | 21 juin 2004      |       |
| Radeon X600 XT     | PCIe                 | RV380                | 130                  | 500                  | 4:2:4:4              | 128, 256         | DDR     | 740             | 128       | 11.84                  | 2000         | 2000         | 2000         | 250          | 9.0            | 2.0            | 21 juin 2004      |       |
| Radeon X700        | AGP / PCIe           | RV410                | 110                  | 400                  | 8:6:8:8              | 128, 256         | DDR     | 700             | 128       | 11.2                   | 3200         | 3200         | 3200         | 600          | 9.0b           | 2.0            | Septembre 2005    |       |
| Radeon X700 Pro    | AGP / PCIe           | RV410                | 110                  | 425                  | 8:6:8:8              | 128, 256         | GDDR3   | 864             | 128       | 13.8                   | 3400         | 3400         | 3400         | 637.5        | 9.0b           | 2.0            | 1er mars 2005     |       |
| Radeon X800 Pro    | AGP / PCIe           | R420                 | 130                  | 475                  | 12:6:12:16           | 256              | GDDR3   | 900             | 256       | 28.8                   | 5700         | 7600         | 5700         | 712.5        | 9.0b           | 2.0            | 5 mai 2004        |       |
| Radeon X800 XT     | AGP / PCIe           | R420                 | 130                  | 500                  | 16:6:16:16           | 256              | GDDR3   | 1000            | 256       | 32                     | 8000         | 8000         | 8000         | 750          | 9.0b           | 2.0            | 4 mai 2004        |       |
| Radeon X800 XT PE  | AGP / PCIe           | R420                 | 130                  | 520                  | 16:6:16:16           | 256              | GDDR3   | 1120            | 256       | 35.84                  | 8320         | 8320         | 8320         | 780          | 9.0b           | 2.0            | 4 mai 2004        |       |
| Radeon X800 SE     | AGP / PCIe           | R420                 | 130                  | 425                  | 8:6:8:8              | 256              | GDDR3   | 800             | 256       | 25.6                   | 3400         | 6800         | 3400         | 637,5        | 9.0b           | 2.0            | 7 juillet 2004    |       |
| Radeon X800 GT     | AGP / PCIe           | R420                 | 130                  | 475                  | 8:6:8:8              | 256              | GDDR3   | 980             | 256       | 31.36                  | 3800         | 7600         | 3800         | 712.5        | 9.0b           | 2.0            | 6 décembre 2005   |       |
| Radeon X800 GTO    | AGP / PCIe           | R420                 | 130                  | 400                  | 12:6:12:16           | 256              | GDDR3   | 980             | 256       | 31.36                  | 4800         | 6400         | 4800         | 600          | 9.0b           | 2.0            | 6 décembre 2005   |       |
| Radeon X800        | AGP /PCIe            | R430                 | 130                  | 400                  | 12:6:12:16           | 128, 256         | GDDR3   | 700             | 256       | 22.4                   | 4800         | 6400         | 4800         | 600          | 9.0b           | 2.0            | 1er décembre 2004 |       |
| Radeon X800 XL     | AGP / PCIe           | R430                 | 110                  | 400                  | 16:6:16:16           | 256              | GDDR3   | 980             | 256       | 31.36                  | 6400         | 6400         | 6400         | 600          | 9.0b           | 2.0            | 2 février 2005    |       |
| Radeon X850 Pro    | AGP / PCIe           | R481                 | 110                  | 507                  | 12:6:12:16           | 256              | GDDR3   | 1040            | 256       | 33.28                  | 6084         | 8112         | 6084         | 760.5        | 9.0b           | 2.0            | 8 février 2005    |       |
| Radeon X850 XT     | AGP / PCIe           | R481                 | 110                  | 520                  | 16:6:16:16           | 256              | GDDR3   | 1080            | 256       | 34.56                  | 8320         | 8320         | 8320         | 780          | 9.0b           | 2.0            | 28 février 2005   |       |
| Radeon X850 XT PE  | AGP / PCIe           | R481                 | 110                  | 540                  | 16:6:16:16           | 256              | GDDR3   | 1180            | 256       | 37.76                  | 8640         | 8640         | 8640         | 810          | 9.0b           | 2.0            | 28 février 2005   |       |

- 1 pixel pipeline : T&L : textures : ROP
- 2 HM : HyperMemory : technologie comparable au TurboCache de chez nVidia, permettant de dédier une partie de la mémoire vive de l'ordinateur à l'usage de la carte graphique.

## Radeon X1(...) (2005-2007)
En Octobre 2005, ATI lance la série Radeon X1000, basé sur la puce R5xx. Composée de 321 millions de transistors, la puce R520 qui compose le Radeon X1800 fait la part belle à l’optimisation de son architecture en introduisant le "Ring Bus" qui est un bus mémoire périphérique. Côté refroidissement, le Radeon X1800 XT utilise le même système que l'ancien haut de gamme Radeon X850 XT (qui est relativement bruyant). Cette nouvelle architecture introduit le support natif des Shaders Models 3.0 et du HDR. À l'époque, le X1800 disposait d'un avantage qualitatif car il supportait le HDR avec anti-aliasing tandis que l'on devait choisir soit l'un soit l'autre sur les architectures concurrentes.
| Modèle                 | Processeur graphique | Processeur graphique | Processeur graphique | Processeur graphique | Processeur graphique | Mémoire       | Mémoire | Mémoire                  | Mémoire   | Mémoire                  | Débit (MF/s) | Débit (MF/s) | Débit (MF/s) | Débit (MF/s) | API compatible | API compatible | Sortie           | Notes       |
| Modèle                 | Bus                  | Nom de code          | Gravure (nm)         | Fréquence (MHz)      | Cœurs de calcul1     | Taille (Mio)  | Type    | Fréquence (MHz)          | Bus (bit) | Bande Passante (Gio/s)   | Shader       | Pixels       | Texels       | Vertex       | DirectX        | OpenGL         | Sortie           | Notes       |
| ---------------------- | -------------------- | -------------------- | -------------------- | -------------------- | -------------------- | ------------- | ------- | ------------------------ | --------- | ------------------------ | ------------ | ------------ | ------------ | ------------ | -------------- | -------------- | ---------------- | ----------- |
| Radeon X1050           | AGP8X/PCIe           | RV370                | 110                  | 400                  | 4:2:4:4              | 128, 256      | DDR2    | 666                      | 64        | 5.328                    | 1600         | 1600         | 1600         | 200          | 9.0            | 2.0            | 7 décembre 2006  |             |
| Radeon X1300           | AGP8X/PCIe           | RV515                | 90                   | 450                  | 4:2:4:4              | 128, 256      | DDR     | 500                      | 128       | 8                        | 1800         | 1800         | 1800         | 225          | 9.0c           | 2.0            | 5 octobre 2005   |             |
| Radeon X1300 HM        | AGP8X/PCIe           | RV515                | 90                   | 450                  | 4:2:4:4              | 128, 256, 512 | DDR2    | 1000                     | 64        | 8                        | 1800         | 1800         | 1800         | 225          | 9.0c           | 2.0            | 5 octobre 2005   | HyperMemory |
| Radeon X1300 Pro       | AGP8X/PCIe           | RV515                | 90                   | 600                  | 4:2:4:4              | 128, 256      | DDR     | 800                      | 128       | 12.8                     | 2400         | 2400         | 2400         | 300          | 9.0c           | 2.0            | 5 octobre 2005   |             |
| Radeon X1300 XT        | AGP8X/PCIe           | RV535                | 90                   | 500                  | 12:5:4:4             | 128, 256      | DDR     | 800                      | 128       | 12.8                     | 6000         | 2000         | 2000         | 625          | 9.0c           | 2.0            | 12 août 2006     |             |
| Radeon X1550           | AGP8X/PCIe           | RV516                | 80                   | 550                  | 4:2:4:4              | 128, 256, 512 | DDR     | 800                      | 128       | 12.8                     | 6200         | 2200         | 2200         | 275          | 9.0c           | 2.0            | 8 janvier 2007   |             |
| Radeon X1600 Pro       | AGP8X/PCIe           | RV530                | 90                   | 500                  | 4:2:4:4              | 128, 256, 512 | DDR2    | 780                      | 128       | 12.48                    | 6000         | 2000         | 2000         | 625          | 9.0c           | 2.0            | 10 octobre 2005  |             |
| Radeon X1600 Pro       | AGP8X/PCIe           | RV530                | 90                   | 500                  | 12:5:4:4             | 128, 256, 512 | DDR2    | 780                      | 128       | 12.48                    | 6000         | 2000         | 2000         | 625          | 9.0c           | 2.0            | 10 octobre 2005  |             |
| Radeon X1600 XT        | AGP8X/PCIe           | RV530                | 90                   | 590                  | 12:5:4:4             | 256, 512      | GDDR3   | 780                      | 128       | 22.08                    | 7080         | 2360         | 2360         | 737.5        | 9.0c           | 2.0            | 10 octobre 2005  |             |
| Radeon X1650           | AGP8X/PCIe           | RV530                | 90                   | 500                  | 12:5:4:4             | 256, 512      | DDR2    | 800                      | 128       | 22.08                    | 6000         | 2000         | 2000         | 625          | 9.0c           | 2.0            | 1er février 2007 |             |
| Radeon X1650 GT        | AGP8X/PCIe           | RV570                | 90                   | 400                  | 24:8:8:8             | 256, 512      | GDDR3   | 800                      | 128       | 12.8                     | 9600         | 3200         | 3200         | 800          | 9.0c           | 2.0            | 1er mai 2007     |             |
| Radeon X1650 Pro       | AGP8X/PCIe           | RV535                | 80                   | 600                  | 12:5:4:4             | 256, 512      | GDDR3   | 1400                     | 128       | 22.4                     | 7200         | 2400         | 2400         | 800          | 9.0c           | 2.0            | 23 août 2006     |             |
| Radeon X1650 XT        | AGP8X/PCIe           | RV570                | 80                   | 575                  | 12:5:4:4             | 256, 512      | GDDR3   | 1400                     | 128       | 21.6                     | 13800        | 4600         | 4600         | 1150         | 9.0c           | 2.0            | 30 octobre 2006  |             |
| Radeon X1800 Crossfire | PCIe                 | R520                 | 90                   | 625                  | 16:8:16:16           | 512           | GDDR3   | 1440                     | 256       | 46.8                     | 10000        | 10000        | 10000        | 1250         | 9.0c           | 2.0            | 20 décembre 2005 |             |
| Radeon X1800 GTO       | PCIe                 | R520                 | 90                   | 500                  | 12:8:12:8            | 256, 512      | GDDR3   | 1000                     | 256       | 32                       | 6000         | 4000         | 6000         | 1000         | 9.0c           | 2.0            | 9 mars 2006      |             |
| Radeon X1800 XL        | PCIe                 | R520                 | 90                   | 500                  | 16:8:16:16           | 256, 512      | GDDR3   | 1000                     | 256       | 32                       | 8000         | 8000         | 8000         | 1000         | 9.0c           | 2.0            | 5 octobre 2005   |             |
| Radeon X1800 XT        | PCIe                 | R520                 | 90                   | 625                  | 16:8:16:16           | 256, 512      | GDDR3   | 1500                     | 256       | 48                       | 10000        | 10000        | 10000        | 1250         | 9.0c           | 2.0            | 5 octobre 2005   |             |
| Radeon X1900 Crossfire | PCIe                 | R580                 | 90                   | 625                  | 48:8:16:16           | 512           | GDDR3   | 1500                     | 256       | 46.4                     | 30000        | 10000        | 10000        | 1250         | 9.0c           | 2.0            | 24 janvier 2006  |             |
| Radeon X1900 GT        | PCIe                 | R580                 | 90                   | 575                  | 36:8:12:12           | 512           | GDDR3   | 1200                     | 256       | 38.4                     | 20700        | 6900         | 6900         | 1150         | 9.0c           | 2.0            | 5 mai 2006       |             |
| Radeon X1900 GT Rev. 2 | PCIe                 | R580                 | 90                   | 512                  | 36:8:12:12           | 512           | GDDR3   | 1320                     | 256       | 42.64                    | 18432        | 6144         | 6144         | 1024         | 9.0c           | 2.0            | 7 septembre 2006 |             |
| Radeon X1900 XT        | PCIe                 | R580                 | 90                   | 625                  | 48:8:16:16           | 256, 512      | GDDR3   | 1450                     | 256       | 46.4                     | 30000        | 10000        | 10000        | 1250         | 9.0c           | 2.0            | 24 janvier 2006  |             |
| Radeon X1900 XTX       | PCIe                 | R580                 | 90                   | 650                  | 48:8:16:16           | 512           | GDDR3   | 1550                     | 256       | 49.6                     | 31200        | 10400        | 10400        | 1300         | 9.0c           | 2.0            | 24 janvier 2006  |             |
| Radeon X1950 Crossfire | PCIe                 | R580+                | 90                   | 650                  | 48:8:16:16           | 512           | GDDR3   | 2000                     | 256       | 46.4                     | 31200        | 10400        | 10400        | 1300         | 9.0c           | 2.0            | 23 août 2006     |             |
| Radeon X1950 GT        | AGP8X/PCIe           | RV570                | 80                   | 500                  | 36:8:12:12           | 256, 512      | GDDR3   | 1200                     | 256       | 38.4                     | 18000        | 6000         | 6000         | 1000         | 9.0c           | 2.0            | 29 janvier 2007  |             |
| Radeon X1950 Pro       | AGP8X/PCIe           | RV570                | 80                   | 575                  | 36:8:12:12           | 256, 512      | GDDR3   | 1380                     | 256       | 44.16                    | 20700        | 6900         | 6900         | 1150         | 9.0c           | 2.0            | 17 octobre 2006  |             |
| Radeon X1950 XT        | AGP8X/PCIe           | R580+                | 90                   | 575                  | 48:8:16:16           | 256, 512      | GDDR3   | 1400 (AGP) / 1800 (PCIe) | 256       | 44.8 (AGP) / 57.6 (PCIe) | 30000        | 10000        | 10000        | 1250         | 9.0c           | 2.0            | 17 octobre 2006  |             |
| Radeon X1950 XTX       | PCI-E                | R580+                | 90                   | 650                  | 48:8:16:16           | 512           | GDDR4   | 2000                     | 256       | 64                       | 31200        | 10400        | 10400        | 1300         | 9.0c           | 2.0            | 17 octobre 2006  |             |

## Radeon HD 2000 (2007)
En mai 2007, ATI a lancé une nouvelle série de cartes graphiques compatibles pour la première fois avec DirectX 10.0 destinées à concurrencer les GeForce 8 de Nvidia, les HD 2000, dont la célèbre HD 2900 XT. Malgré de bonnes performances, cette série basée sur la puce R600 ne restera pas longtemps dans les esprits des gamers, à cause du prix élevé mais surtout la puce R600 est réputée pour chauffer beaucoup et les cartes étaient relativement bruyantes. De plus aucun jeu à cette époque n'exploitait DirectX 10.0 (il aura fallu attendre le dernier trimestre 2007 avant de voir les premiers jeux arriver).
Voici les caractéristiques des cartes principales de cette série :
| Modèle                                                | Radeon HD 2900 Pro | Radeon HD 2900 XT | Radeon HD 3850 | Radeon HD 3870 |
| Code                                                  | R600               | R600              | RV670          | RV670          |
| ----------------------------------------------------- | ------------------ | ----------------- | -------------- | -------------- |
| Finesse de gravure (nm)                               | 80                 | 80                | 55             | 55             |
| Nb. transistors (millions)                            | 700                | 700               | 666            | 666            |
| Fréquence GPU (MHz)                                   | 600                | 740               | 670            | 775            |
| Fréquence RAMDAC (MHz)                                | 800                | 800               | 800            | 800            |
| Nb. Shaders unifiés                                   | 320                | 320               | 320            | 320            |
| Nb. ROPs                                              | 16                 | 16                | 16             | 16             |
| Mémoire (Mo)                                          | 512 ou 1024        | 512               | 256 ou 512     | 512            |
| Fréquence mémoire (MHz)                               | 800                | 825               | 830            | 1125           |
| Largeur bus mémoire (bits)                            | 256 ou 512         | 512               | 256            | 256            |
| Bande passante mémoire (Go/s)                         | 51,2 ou 102,4      | 106               | 54.4           | 73.4           |
| Dernière version de bibliothèque graphique compatible | DirectX 10         | DirectX 10        | DirectX 10.1   | DirectX 10.1   |

## Radeon HD 3000 (2007-2008)
En novembre 2007, ATI lance en grande pompe les HD 3000, basée sur la puce RV670, avec les HD 3850 et les HD 3870, pour remplacer la série HD 2000. But : avoir des cartes consommant et chauffant moins et exploiter les dernières technologies. Ainsi si l'amélioration de performances par rapport aux HD 2000 n'est pas significative, ATI a apporté de nombreuses innovations, par exemple :
- Compatibilité avec DirectX 10.1
- Interface PCI Express de 2e génération
- Compatibilité avec CrossfireX (configuration quadri-GPU)
- Compatibilité avec les Shaders 4.1
- Intégration d'un chipset audio (audio via adaptateur DVI-HDMI)

Cette série aura eu un très bon succès grâce à une politique de prix agressif et de bonnes performances.
Notons également l'entrée de gamme d'ATI en matière de puce graphique 3D pour la haute définition avec la HD 3450 équipée nativement du DisplayPort.
| Modèles           | Radeon HD 3410 | Radeon HD 3430 | Radeon HD 3450 | Radeon HD 3470 | Radeon HD 3550 | Radeon HD 3570 | Radeon HD 3610 | Radeon HD 3650 | Radeon HD 3690 | Radeon HD 3730 | Radeon HD 3750 | Radeon HD 3830 | Radeon HD 3850 | Radeon HD 3850X2   | Radeon HD 3870 | Radeon HD 3870X2 |
| Nom de code       | RV610          | M82            | RV620          | RV620          | RV620          | RV620          | RV630          | RV635          | RV670          | RV635          | RV635          | RV670          | RV670          | RV670              | RV670          | RV680            |
| Architecture      | TeraScale      | TeraScale      | TeraScale      | TeraScale      | TeraScale      | TeraScale      | TeraScale      | TeraScale      | TeraScale      | TeraScale      | TeraScale      | TeraScale      | TeraScale      | TeraScale          | TeraScale      | TeraScale        |
| Die               | 85mm²          | 67mm²          | 67mm²          | 67mm²          | 67mm²          | 67mm²          | 153mm²         | 135mm²         | 192mm²         | 135mm²         | 135mm²         | 192mm²         | 192mm²         | 192mm²             | 192mm²         | 192mm²           |
| Gravure           | 55nm           | 55nm           | 55nm           | 55nm           | 55nm           | 55nm           | 65nm           | 55nm           | 55nm           | 55nm           | 55nm           | 55nm           | 55nm           | 55nm               | 55nm           | 55nm             |
| Transistor        | 180 Millions   | 181 Millions   | 181 Millions   | 181 Millions   | 181 Millions   | 181 Millions   | 390 Millions   | 378 Millions   | 666 Millions   | 378 Millions   | 378 Millions   | 666 Millions   | 666 Millions   | 666 Millions       | 666 Millions   | 666 Millions     |
| Frequence GPU     | 519 MHz        | 450 MHz        | 600 MHz        | 800 MHz        | 594 MHz        | 796 MHz        | 594 MHz        | 725 MHz        | 670 MHz        | 722 MHz        | 796 MHz        | 668 MHz        | 668 MHz        | 669 MHz            | 777 MHz        | 825 MHz          |
| Stream Processors | 40             | 40             | 40             | 40             | 40             | 40             | 120            | 120            | 320            | 120            | 120            | 320            | 320            | 640 (320*2)        | 320            | 640 (320*x)      |
| Calcul SP         | 41 GFLOPS      | 36 GFLOPS      | 48 GFLOPS      | 64 GFLOPS      | 47 GFLOPS      | 63 GFLOPS      | 142 GFLOPS     | 174 GFLOPS     | 428 GFLOPS     | 173 GFLOPS     | 191 GFLOPS     | 427 GFLOPS     | 427 GFLOPS     | 856 GFLOPS (428*2) | 497 GFLOPS     | 1056 (528*2)     |
| Mémoire           | 256 MB         | 256 MB         | 512 MB         | 256 MB         | 512 MB         | 512 MB         | 512 MB         | 256 MB         | 256 MB         | 512 MB         | 512 MB         | 256 MB         | 512 MB         | 1024 MB (512*2)    | 512 MB         | 1024 MB (512*2)  |
| Type Mémoire      | DDR2           | DDR2           | DDR2           | GDDR3          | DDR2           | DDR2           | DDR2           | GDDR3          | GDDR3          | DDR2           | GDDR3          | GDDR3          | GDDR3          | GDDR3              | GDDR4          | GDDR3            |
| Vitesse mémoire   | 396/792 MHz    | 400/800 MHz    | 400/800 MHz    | 950/1900 MHz   | 396/792 MHz    | 495/990 MHz    | 396/792 MHz    | 800/1600 MHz   | 830/1660 MHz   | 396/792 MHz    | 693/1386 MHz   | 828/1656 MHz   | 830/1660 MHz   | 828/1656 MHz       | 1126/2252 MHz  | 901/1802 MHz     |
| Bande Passante    | 6,34 Go/s      | 6 Go/s         | 6,4 Go/s       | 15,20 Go/s     | 6,34 Go/s      | 7,92 Go/s      | 12,6 Go/s      | 25,6 Go/s      | 26 Go/s        | 12,67 Go/s     | 22,18 Go/s     | 26,5 Go/s      | 53,1 Go/s      | 106 Go/s (53*2)    | 72,1 Go/s      | 104 Go/s (57*2)  |
| TDP               | 20W            | 12W            | 25W            | 30W            | 30W            | 30W            | 35W            | 65W            | 75W            | 65W            | 65W            | 75W            | 75W            | 140W               | 106W           | 165W             |

## Radeon HD 4000 (2008-2009)
Le 25 juin 2008, ATI a lancé les HD 4000 avec les HD 4850 et HD 4870 pour faire face aux GeForce 9 et surtout face aux GeForce 200, sorties une semaine avant. ATI utilisait pour cela une nouvelle architecture : le RV770, amélioration du RV670 destinée à avoir des cartes performantes pour une consommation limitée.
Cette série semble très appréciée auprès des joueurs, grâce à une politique de prix toujours très agressive, de très bonnes performances (la HD 4870 se positionnant entre la GTX260 et la GTX280 pour un prix 2 fois moins élevé) et enfin grâce aux dernières innovations d'ATI comme la compatibilité avec DirectX 10.1 et le PCI Express 2.0.
En été 2008, ATI a sorti les déclinaisons d'entrée et de milieu de gamme avec les HD 4450, HD 4470, HD 4650 et HD 4670. Le niveau de performance du haut de gamme (HD 4670) serait équivalent aux performances d'une HD 3870 et en dessous d'une 9600GT. Toutes ces cartes coûteront logiquement moins de 120 € (la HD 4850 se positionnant à 140 €).
ATI a également sorti durant le troisième trimestre 2008 la déclinaison  de la HD 4850 : la HD 4830 (en fait une HD 4850 privée de quelques Stream Processors, et aux fréquences revues à la baisse), se situant en matière de performances en léger recul par rapport aux HD 4850. Cette carte est en concurrence directe avec les 8800-9800GT. Vendue aux alentours de 110 €, elle se positionne dans le milieu de gamme.
Le 2 avril 2009, ATI lance le HD 4890. Cette carte graphique est une ATI 4870 surcadencée pour faire face au Geforce 275 GTX.
| Modèle           | Date de sortie    | Nom de code | Longueur | Processeur | Processeur             | Processeur   | Processeur      | Mémoire          | Mémoire         | Mémoire               | Mémoire    | Mémoire    | Unité  | Unité   | Unité  | Fillrate | Fillrate | Performance     | Performance | API Graphique | API Graphique | API Graphique | Moteur HD | TDP (W) |
| Modèle           | Date de sortie    | Nom de code | Longueur | Gravure    | Transistors (millions) | Taille (mm2) | Fréquence (MHz) | Taille (Mo)      | Fréquence (MHz) | Bande passante (Go/s) | Type       | Bus (bits) | Shader | Texture | ROP    | Texture  | Pixel    | Shaders unifiés | GFLOPS      | DirectX       | OpenGL        | Shader model  | Moteur HD | TDP (W) |
| ---------------- | ----------------- | ----------- | -------- | ---------- | ---------------------- | ------------ | --------------- | ---------------- | --------------- | --------------------- | ---------- | ---------- | ------ | ------- | ------ | -------- | -------- | --------------- | ----------- | ------------- | ------------- | ------------- | --------- | ------- |
| Radeon HD 48X0X2 |                   |             |          |            |                        |              |                 |                  |                 |                       |            |            |        |         |        |          |          |                 |             |               |               |               |           |         |
| HD 4870X2        | 12 août 2008      | R700        | 26,7 cm  | 55 nm      | 2 × 956                | 2 × 256      | 750             | 2 × 1024         | 900             | 2 × 115,2             | GDDR5      | 2 × 256    | 320    | 80      | 2 × 16 |          |          | 2 × 800         | 2400        | 10.1          | 3.0           | 4.1           | UVD2      | 250     |
| HD 4850X2        | 7 novembre 2008   | R700        | 30 cm    | 55 nm      | 2 × 956                | 2 × 256      | 750             | 2 × 1024 2 × 512 | 993             | 2 × 63,55             | GDDR3      | 2 × 256    | 320    | 80      | 2 × 16 |          |          | 2 × 800         | 2000        | 10.1          | 3.0           | 4.1           | UVD2      | 230     |
| Radeon HD 48X0   |                   |             |          |            |                        |              |                 |                  |                 |                       |            |            |        |         |        |          |          |                 |             |               |               |               |           |         |
| HD 4890          | 2 avril 2009      | RV790 XT    | 24,2 cm  | 55 nm      | 959                    | 282          | 850             | 1024 512         | 975             | 124,8                 | GDDR5      | 256        | 160    | 40      | 16     |          |          | 800             | 1360        | 10.1          | 3.0           | 4.1           | UVD2      | 190     |
| HD 4870          | 25 juin 2008      | RV770 XT    | 24,2 cm  | 55 nm      | 956                    | 256          | 750             | 1024 512         | 900             | 115,2                 | GDDR5      | 256        | 160    | 40      | 16     |          |          | 800             | 1200        | 10.1          | 3.0           | 4.1           | UVD2      | 150     |
| HD 4850          | 25 juin 2008      | RV770 PRO   | 23,4 cm  | 55 nm      | 956                    | 256          | 625             | 1024 512         | 993             | 63,55                 | GDDR3      | 256        |        |         | 16     |          |          | 800             | 1000        | 10.1          | 3.0           | 4.1           | UVD2      | 110     |
| HD 4830          | 21 octobre 2008   | RV770 LE    |          | 55 nm      | 956                    | 256          | 575             | 512 256          | 900             | 57,6                  | GDDR3      | 256        |        |         | 16     |          |          | 800             | 736         | 10.1          | 3.0           | 4.1           | UVD2      | 110     |
| Radeon HD 47X0   |                   |             |          |            |                        |              |                 |                  |                 |                       |            |            |        |         |        |          |          |                 |             |               |               |               |           |         |
| HD 4770          | 4 mai 2009        | RV740 XT    | 21 cm    | 40 nm      | 826                    | 137          | 750             | 512              | 800             | 51,2                  | GDDR5      | 128        |        |         | 16     |          |          | ?               | 960         | 10.1          | 3.0           | 4.1           | UVD2      | 80      |
| HD 4750          | mai 2009          | RV740 PRO   |          | 40 nm      | 826                    | 137          | 700             | 512              | ?               | ?                     | GDDR3      | 128        | ?      |         |        |          |          | ?               | 896         | 10.1          | 3.0           | 4.1           | UVD2      | ?       |
| Radeon HD 46X0   |                   |             |          |            |                        |              |                 |                  |                 |                       |            |            |        |         |        |          |          |                 |             |               |               |               |           |         |
| HD 4690          | janvier 2010      | RV730XT     |          | 55 nm      | 514                    |              | 600             |                  |                 |                       |            |            |        |         |        |          |          |                 |             | 10.1          | 3.0           | 4.1           | UVD2      |         |
| HD 4670          | 10 septembre 2008 | RV730XT     |          | 55 nm      | 514                    |              | 750             | 1024 512         | 1000            | 32                    | GDDR3      | 128        |        |         | 8      |          |          | 320             | 480         | 10.1          | 3.0           | 4.1           | UVD2      | 59      |
| HD 4650          | 10 septembre 2008 | RV730Pro    |          | 55 nm      | 514                    |              | 600             | 512              | 500             | 16                    | DDR2       | 128        |        |         | 12     |          |          | 320             | 384         | 10.1          | 3.0           | 4.1           | UVD2      | 55      |
| Radeon HD 45X0   |                   |             |          |            |                        |              |                 |                  |                 |                       |            |            |        |         |        |          |          |                 |             |               |               |               |           |         |
| HD 4550          | 30 septembre 2008 | RV710       |          | 55 nm      | 242                    |              | 600             | 512              | 800             | 12,8                  | GDDR3 DDR3 | 64         | ?      |         | ?      |          |          |                 | 96          | 10.1          | 3.0           | 4.1           | UVD2      | 25      |
| Radeon HD 43X0   |                   |             |          |            |                        |              |                 |                  |                 |                       |            |            |        |         |        |          |          |                 |             |               |               |               |           |         |
| HD 4350          | 30 septembre 2008 | RV710       |          | 55 nm      | 242                    |              | 575             | 512              | 500             | 8                     | DDR2       | 64         | ?      |         | ?      |          |          |                 | 92          | 10.1          | 3.0           | 4.1           | UVD2      | 25      |

## Radeon HD 5000 (2009-2010)
Après environ 15 mois de commercialisation, ATI renouvelle sa gamme Radeon avec les HD 5xx0 dont la commercialisation coïncide avec la sortie de Windows 7 mais aussi à l'IDF 2009 de San Francisco. Ces puces sont dérivées du RV770 avec une finesse de gravure améliorée (40 nm). Ce sont en outre les premières cartes compatibles avec DirectX 11 dont une première présentation a été effectuée en juillet 2009.

### Architecture

#### Eyefinity
Peu avant la commercialisation des premières références HD 5xx0, AMD a dévoilé la technologie Eyefinity qui permet de gérer jusqu'à trois écrans en 2560x1600 avec une seule carte. Il s'agit en fait d'une nouvelle version de l'HydraVision qui permet la gestion multi-écrans sur les cartes ATI. La technologie nécessite de connecter au moins un écran via un câble Display Port (DP) ce qui est une double limitation : d'une part tous les écrans ne possèdent de connexion DP et d'autre part, les fabricants de cartes préfèrent remplacer le DP par du HDMI en raison de sa plus grande diffusion. Bien qu'entièrement gérée de manière logicielle, cette technologie n'est pas disponible pour les précédentes gammes, les développeurs préférant se focaliser sur un support correct des HD 5xx0. Elle est disponible à partir des Catalyst 9.10 et les Catalyst 9.12 rendent compatible Eyefinity avec le CrossFire.
En marge de sa gamme, ATI a aussi présenté un modèle dédié exclusivement à sa technologie : la HD 5870 Eyefinity 6 Edition. Elle se caractérise par la présence de six connecteurs mini Display Port permettant un affichage sur six écrans (7680x3200). Depuis son annonce fin septembre 2009, la carte n'a toujours pas été commercialisée et a juste été présentée lors de l'IDF 2009 de San Francisco. Les dernières rumeurs l'annoncent pour le 11 mars 2010. Plus tard, au cours du CeBIT 2010, PowerColor a présenté une Radeon HD 5770 pourvue de cinq connecteurs Mini DisplayPort et nommée en conséquence Radeon HD 5770 Eyefinity 5.
L'annonce de cette technologie permet à ATI de concurrencer indirectement Matrox qui proposait déjà des solutions multi-écran avec la M9148 et la M9188 (pilotant respectivement jusqu'à  quatre et huit écrans) mais qui se cantonnent au domaine de la 2D. Face à cette nouvelle concurrence, Matrox a fait la démonstration au CeBIT 2010 d'un affichage sur douze écrans,.

### Nomenclature
La gamme HD 5xx0 est aussi surnommée Evergreen pour mettre en avant les qualités de ces futures cartes en matière de consommation. Ainsi, chaque sous-ensemble de cartes correspond à un nom d'arbre :
- Hemlock (terme américain du Tsuga) : modèle bi-GPU très haut de gamme.
- Cypress (Cyprès) : modèle mono-GPU haut de gamme.
- Juniper (Genévrier) : modèle mono-GPU moyen de gamme.
- Redwood (surnom de plusieurs gymnospermes) : modèle mono-GPU d'entrée de gamme.
- Cedar (Cèdre) : modèle mono-GPU premier prix.

On remarquera au passage que ATI a abandonné la désignation X2 préférant intégrer ces modèles dans une gamme dédiée. Un modèle Trillian fut aussi évoqué très tôt, il s'agirait d'un modèle pourvu de trois GPU mais elle ne fut jamais officialisée.

### Gamme Bureau
| Modèle           | Date de sortie    | Nom de code         | Longueur | Processeur | Processeur        | Processeur  | Processeur | Mémoire          | Mémoire         | Mémoire         | Mémoire   | Mémoire      | Unité  | Unité   | Unité | Filtre    | Filtre    | Performance     | Performance | API Graphique | API Graphique | API Graphique | API Graphique | Moteur HD | TDP   |
| Modèle           | Date de sortie    | Nom de code         | Longueur | Gravure    | Transistors       | Taille      | Fréquence  | Taille           | Fréquence       | Bande passante  | Type      | Bus          | Shader | Texture | ROP   | Texture   | Pixel     | Shaders unifiés | GFLOPS      | DirectX       | OpenGL        | OpenCL        | Shader model  | Moteur HD | TDP   |
| ---------------- | ----------------- | ------------------- | -------- | ---------- | ----------------- | ----------- | ---------- | ---------------- | --------------- | --------------- | --------- | ------------ | ------ | ------- | ----- | --------- | --------- | --------------- | ----------- | ------------- | ------------- | ------------- | ------------- | --------- | ----- |
| 5970             | 18 novembre 2009  | Hemlock             | 30,5 cm  | 40 nm      | 2 × 2154 millions | 2 × 334 mm2 | 725 MHz    | 2 × 1024 Mio     | 1000 MHz        | 256 Go/s        | GDDR5     | 2 × 256 bits | 3200   | 160     | 64    | 116 GT/s  | 46,4 GP/s |                 | 4640        | 11            | 3.2           | 1.0           | 5.0           | UVD2      | 294 W |
| 5870 Eyefinity 6 | 31 mars 2010      | Cypress XT - RV870  | 28 cm    | 40 nm      | 2154 millions     | 334 mm2     | 850 MHz    | 2048 Mio         | 1200 MHz        | 153,6 Go/s      | GDDR5     | 256 bits     | 1600   | 80      | 32    | 68 GT/s   | 27,2 GP/s |                 | 2720        | 11            | 3.2           | 1.0           | 5.0           | UVD2      | 188 W |
| 5870             | 23 septembre 2009 | Cypress XT - RV870  | 28 cm    | 40 nm      | 2154 millions     | 334 mm²     | 850 MHz    | 1024 Mio         | 1200 MHz        | 153,6 Go/s      | GDDR5     | 256 bits     | 1600   | 80      | 32    | 68 GT/s   | 27,2 GP/s |                 | 2720        | 11            | 3.2           | 1.0           | 5.0           | UVD2      | 188 W |
| 5850             | 23 septembre 2009 | Cypress PRO         | 24,2 cm  | 40 nm      | 2154 millions     | 334 mm2     | 725 MHz    | 1024 Mio         | 1000 MHz        | 128 Go/s        | GDDR5     | 256 bits     | 1440   | 72      | 32    | 52,2 GT/s | 23,2 GP/s |                 | 2088        | 11            | 3.2           | 1.0           | 5.0           | UVD2      | 151 W |
| 5830             | 25 février 2010   | Cypress LE - RV870  |          | 40 nm      | 2154 millions     | 334 mm2     | 800 MHz    | 1024 Mio         | 1000 MHz        | 128 Go/s        | GDDR5     | 256 bits     | 1120   | 56      | 16    | 44,8 GT/s | 12,8 GP/s |                 | 1792        | 11            | 3.2           | 1.0           | 5.0           | UVD2      | 175 W |
| 5770             | 13 octobre 2009   | Juniper XT - RV840  | 21 cm    | 40 nm      | 1040 millions     | 166 mm2     | 850 MHz    | 1024 Mio         | 1200 MHz        | 76,8 Go/s       | GDDR5     | 128 bits     | 800    | 40      | 16    | 34 GT/s   | 13,6 GP/s |                 | 1360        | 11            | 3.2           | 1.0           | 5.0           | UVD2      | 108 W |
| 5750             | 13 octobre 2009   | Juniper PRO - RV840 | 18,5 cm  | 40 nm      | 1040 millions     | 166 mm2     | 700 MHz    | 1024 Mio         | 1150 MHz        | 73,6 Go/s       | GDDR5     | 128 bits     | 720    | 36      | 16    | 25,2 GT/s | 11,2 GP/s |                 | 1008        | 11            | 3.2           | 1.0           | 5.0           | UVD2      | 86 W  |
| 5670             | 14 janvier 2010   | Redwood XT - RV810  | 16,5 cm  | 40 nm      | 627 millions      | 110 mm2     | 775 MHz    | 1024 Mio 512 Mio | 1000 MHz        | 64 Go/s         | GDDR5     | 128 bits     | 400    | 20      | 8     | 15,5 GT/s | 6,2 GP/s  |                 | 620         | 11            | 3.2           | 1.0           | 5.0           | UVD2      | 64 W  |
| 5570             | 9 février 2010    | Redwood PRO         |          | 40 nm      | 627 millions      | 110 mm2     | 650 MHz    | 1024 Mio 512 Mio | 900 MHz         | 28,8 Go/s       | DDR3      | 128 bits     | 400    | 20      | 8     | 13 GT/s   | 5,2 GP/s  |                 | 520         | 11            | 3.2           | 1.0           | 5.0           | UVD2      | 45 W  |
| 5550             | 1er trim. 2010    | Redwood LE          |          | 40 nm      | 627 millions      | 110 mm2     | 550 MHz    | 1024 Mio 512 Mio | 800 MHz         | 12,8 Go/s       | DDR2      | 128 bits     | 320    | 16      | 8     | 8,8 GT/s  | 3,5 GP/s  |                 | 352         | 11            | 3.2           | 1.0           | 5.0           | UVD2      |       |
| 5450             | 4 février 2010    | Cedar PRO           |          | 40 nm      | 292 millions      | 59 mm2      | 650 MHz    | 1024 Mio 512 Mio | 800 MHz 400 MHz | 6,4 - 12,8 Go/s | DDR3 DDR2 | 64 bits      | 80     | 8       | 4     | 5,2 GT/s  | 2,6 GP/s  |                 | 104         | 11            | 3.2           | 1.0           | 5.0           | UVD2      | 19 W  |

### Gamme Mobility
À la suite du succès de sa gamme Radeon H5xx0, ATI lance durant le CES 2010, sa déclinaison pour ordinateur portable dénommé Radeon Mobility HD5xx0. La gamme Mobility reprend les mêmes modèles que la gamme Bureau mais se distingue par des caractéristiques en retrait sur plusieurs points : les shaders sont réduits de moitié, le bus mémoire est limité à 128 bits maximum contre 256 pour les versions Bureau… En outre les fréquences annoncées ne sont que des valeurs maximum et les OEM ont liberté pour définir la fréquence réelle sur leur produit. L'annonce de la gamme Mobility est aussi l'occasion pour ATI de relancer son concept de carte graphique externe basée sur la technologie XGP.
Parmi les différents modèles annoncés, deux ont retenu l'attention de la presse : les Radeon Mobilty 5145 et 5165. À la suite de plusieurs notes indiquées lors de la présentation, il s'est avéré qu'il ne s'agissait que de modèles de la série HD 4x00 ce qui a valu des critiques à ATI par la presse sur cette politique de renommage. Ces modèles correspondent respectivement à une 4570 et à une 4650/4670, ils conservent une gravure en 55 nm contre 40 nm pour les autres modèles et sont incompatibles avec DirectX 11 et Eyefinity ce qui n'est pas en soi un problème étant donné qu'il s'agit de modèles d'entrée de gamme.
| Modèle                 | Année          | Nom de code | Processeur | Processeur    | Processeur | Processeur    | Mémoire | Mémoire                                 | Mémoire                                  | Mémoire          | Mémoire  | Unité  | Unité   | Unité | Fillrate     | Fillrate       | Performance     | Performance | API Graphique | API Graphique | API Graphique | API Graphique | Moteur HD | TDP                                   |
| Modèle                 | Année          | Nom de code | Gravure    | Transistors   | Taille     | Fréquence     | Taille  | Fréquence                               | Bande passante                           | Type             | Bus      | Shader | Texture | ROP   | Texture      | Pixel          | Shaders unifiés | GFLOPS      | DirectX       | OpenGL        | OpenCL        | Shader model  | Moteur HD | TDP                                   |
| ---------------------- | -------------- | ----------- | ---------- | ------------- | ---------- | ------------- | ------- | --------------------------------------- | ---------------------------------------- | ---------------- | -------- | ------ | ------- | ----- | ------------ | -------------- | --------------- | ----------- | ------------- | ------------- | ------------- | ------------- | --------- | ------------------------------------- |
| Radeon Mobility HD5xx0 |                |             |            |               |            |               |         |                                         |                                          |                  |          |        |         |       |              |                |                 |             |               |               |               |               |           |                                       |
| 5870                   | 7 janvier 2010 |             | 40 nm      | 1040 millions |            | 700 MHz       |         | 1000 MHz                                | 64 Go/s                                  | GDDR5            | 128 bits | 800    | 40      | 64    | 28 GT/s      | 11,2 GP/s      |                 | 1120        | 11            | 3.2           | 1.0           | 5.0           | UVD2      | 50 W                                  |
| 5850                   | 7 janvier 2010 |             | 40 nm      | 1040 millions |            | 500 - 625 MHz |         | 1000 MHz (GDDR5) 900 MHz (GDDR3 - DDR3) | 64 Go/s (GDDR5) 28,8 Go/s (GDDR3 - DDR3) | GDDR5 GDDR3 DDR3 | 128 bits | 800    | 40      | 64    | 20 - 25 GT/s | 8 - 10 GP/s    |                 | 800 - 1000  | 11            | 3.2           | 1.0           | 5.0           | UVD2      | 30 - 39 W (GDDR5) 31 W (GDDR3 - DDR3) |
| 5830                   | 7 janvier 2010 |             | 40 nm      | 1040 millions |            | 500 MHz       |         | 800 MHz                                 | 25,6 Go/s                                | GDDR3 DDR3       | 128 bits | 800    | 40      | 64    | 20 GT/s      | 8 GP/s         |                 | 800         | 11            | 3.2           | 1.0           | 5.0           | UVD2      | 24 W                                  |
| 5770                   | 7 janvier 2010 |             | 40 nm      | 627 millions  |            | 650 MHz       |         | 800 MHz                                 | 51,2 Go/s                                | GDDR5            | 128 bits | 400    | 20      | 32    | 13 GT/s      | 5,2 GP/s       |                 | 520         | 11            | 3.2           | 1.0           | 5.0           | UVD2      | 30 W                                  |
| 5750                   | 7 janvier 2010 |             | 40 nm      | 627 millions  |            | 550 MHz       |         | 800 MHz                                 | 51,2 Go/s                                | GDDR5            | 128 bits | 400    | 20      | 32    | 11 GT/s      | 4,4 GP/s       |                 | 440         | 11            | 3.2           | 1.0           | 5.0           | UVD2      | 25 W                                  |
| 5730                   | 7 janvier 2010 |             | 40 nm      | 627 millions  |            | 650 MHz       |         | 800 MHz                                 | 25,6 Go/s                                | GDDR3 DDR3       | 128 bits | 400    | 20      | 32    | 13 GT/s      | 5,2 GP/s       |                 | 520         | 11            | 3.2           | 1.0           | 5.0           | UVD2      | 26 W                                  |
| 5650                   | 7 janvier 2010 |             | 40 nm      | 627 millions  |            | 450 - 650 MHz |         | 800 MHz                                 | 25,6 Go/s                                | GDDR3 DDR3       | 128 bits | 400    | 20      | 32    | 9 - 13 GT/s  | 3,6 - 5,2 GP/s |                 | 360 - 520   | 11            | 3.2           | 1.0           | 5.0           | UVD2      | 15 - 19 W                             |
| 5470                   | 7 janvier 2010 |             | 40 nm      | 292 millions  |            | 750 MHz       |         | 900 MHz                                 | 25,6 Go/s (GDDR5) 12,8 Go/s (DDR3)       | GDDR5 DDR3       | 128 bits | 80     | 8       | 16    | 6 GT/s       | 3 GP/s         |                 | 120         | 11            | 3.2           | 1.0           | 5.0           | UVD2      | 15 W (GDDR5) 13 W (DDR3)              |
| 5450                   | 7 janvier 2010 |             | 40 nm      | 292 millions  |            | 675 MHz       |         | 800 MHz                                 | 12,8 Go/s                                | DDR3             | 128 bits | 80     | 8       | 16    | 5,4 GT/s     | 2,7 GT/s       |                 | 108         | 11            | 3.2           | 1.0           | 5.0           | UVD2      | 11 W                                  |
| 5430                   | 7 janvier 2010 |             | 40 nm      | 292 millions  |            | 550 MHz       |         | 800 MHz                                 | 12,8 Go/s                                | GDDR5 DDR3       | 128 bits | 80     | 8       | 16    | 4,4 GT/S     | 2,2 GP/s       |                 | 88          | 11            | 3.2           | 1.0           | 5.0           | UVD2      | 7 W                                   |
| 5165                   | 7 janvier 2010 |             | 55 nm      | 514 millions  |            |               |         |                                         |                                          | GDDR3 DDR3       |          |        |         |       |              |                |                 |             | 10.1          | 2.0           | -             | 4.1           | UVD2      |                                       |
| 5145                   | 7 janvier 2010 |             | 55 nm      | 242 millions  |            |               |         |                                         |                                          | GDDR3 DDR3       |          |        |         |       |              |                |                 |             | 10.1          | 2.0           | -             | 4.1           | UVD2      |                                       |

#### HD 500v
En marge de sa gamme traditionnelle pour les équipements mobiles, ATI a décidé de proposer une gamme à bas prix issue de la précédente architecture HD 4000. Les modèles se dotent ainsi d'une nomenclature en HD 50v où le dernier chiffre est remplacé par la lettre v en référence au terme value. En conséquence ces modèles conservent une gravure en 55 nm et la compatibilité avec DirectX 10.1 à l'image des modèles HD 51x5 avec lesquels ils partagent plusieurs caractéristiques. Par rapport à la précédente génération les 560v, 540v et 530v correspondent respectivement aux HD 46x0, HD 45x0 et HD 43x0.
| Modèle                 | Année      | Nom de code | Processeur | Processeur   | Processeur | Processeur | Mémoire | Mémoire   | Mémoire        | Mémoire         | Mémoire  | Unité  | Unité   | Unité | Fillrate | Fillrate | Performance     | Performance | API Graphique | API Graphique | API Graphique | API Graphique | Moteur HD | TDP |
| Modèle                 | Année      | Nom de code | Gravure    | Transistors  | Taille     | Fréquence  | Taille  | Fréquence | Bande passante | Type            | Bus      | Shader | Texture | ROP   | Texture  | Pixel    | Shaders unifiés | GFLOPS      | DirectX       | OpenGL        | OpenCL        | Shader model  | Moteur HD | TDP |
| ---------------------- | ---------- | ----------- | ---------- | ------------ | ---------- | ---------- | ------- | --------- | -------------- | --------------- | -------- | ------ | ------- | ----- | -------- | -------- | --------------- | ----------- | ------------- | ------------- | ------------- | ------------- | --------- | --- |
| Radeon Mobility HD5x0v |            |             |            |              |            |            |         |           |                |                 |          |        |         |       |          |          |                 |             |               |               |               |               |           |     |
| 560v                   | 7 mai 2010 |             | 55 nm      | 514 millions |            |            |         |           |                | GDDR3 DDR3 DDR2 | 128 bits | 320    |         |       |          |          |                 |             | 10.1          | 3.2           |               | 4.1           | UVD2      |     |
| 540v                   | 7 mai 2010 |             | 55 nm      | 242 millions |            |            |         |           |                | GDDR3 DDR3 DDR2 | 64 bits  | 80     |         |       |          |          |                 |             | 10.1          | 3.2           |               | 4.1           | UVD2      |     |
| 530v                   | 7 mai 2010 |             | 55 nm      | 242 millions |            |            |         |           |                | GDDR3 DDR3 DDR2 | 64 bits  | 80     |         |       |          |          |                 |             | 10.1          | 3.2           |               | 4.1           | UVD2      |     |

### Galerie d'images

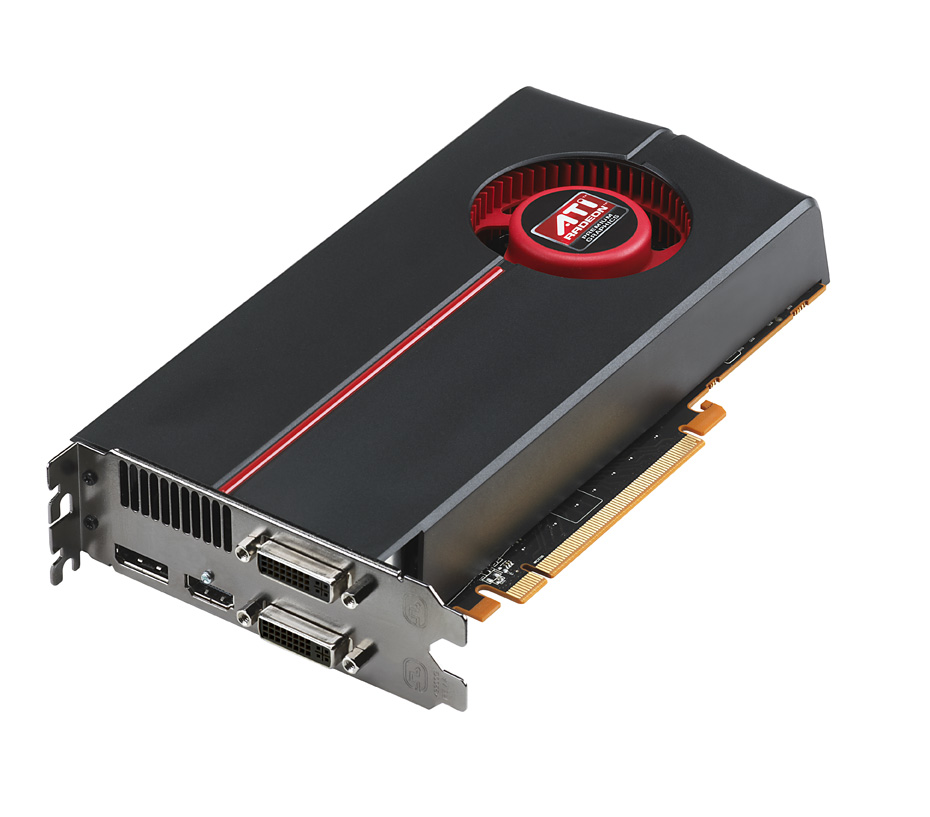
HD5770 en vue 3/4 de face
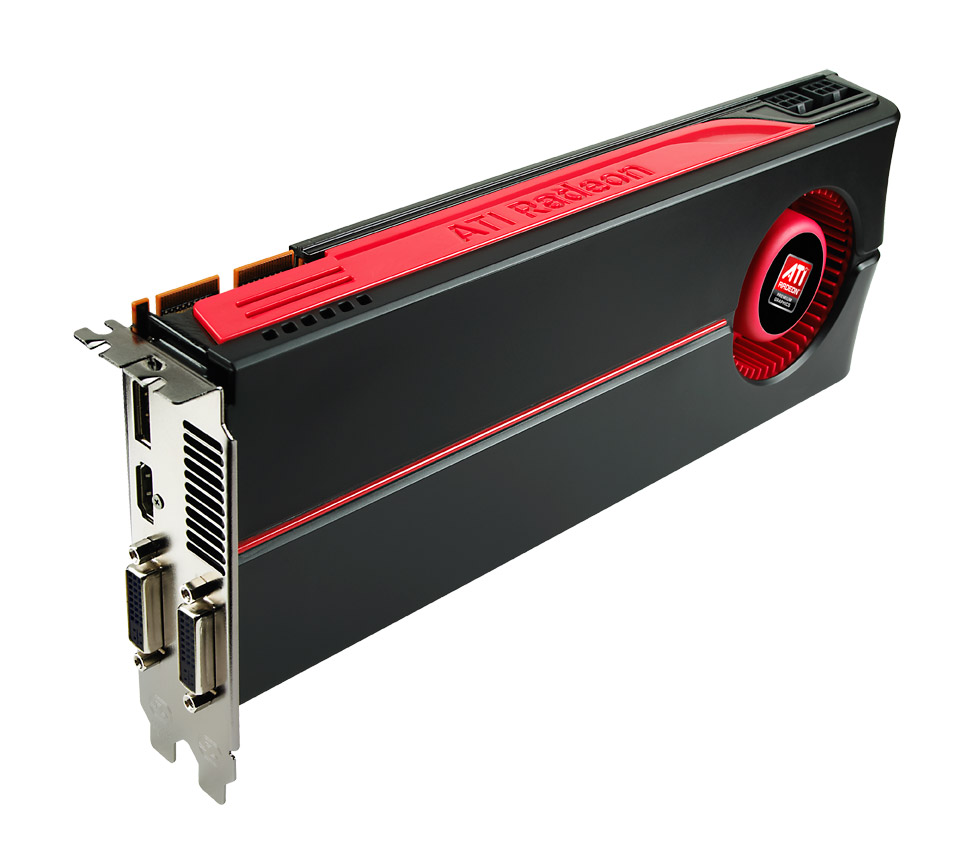
HD5870 en vue 3/4 dorsale
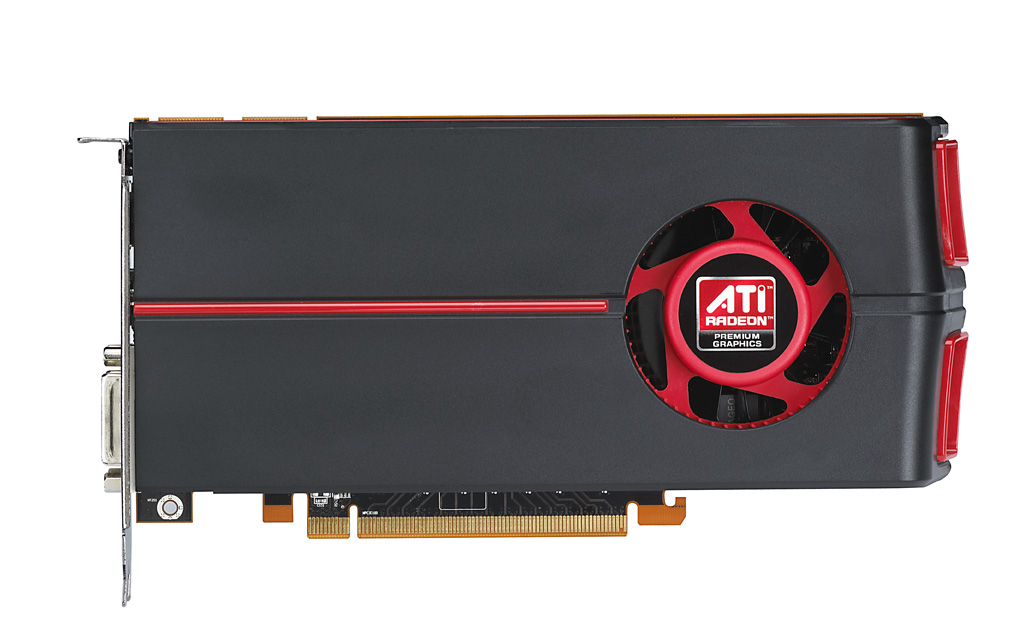
HD5770 en vue latérale
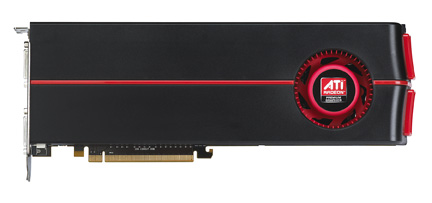
HD5970 en vue latérale
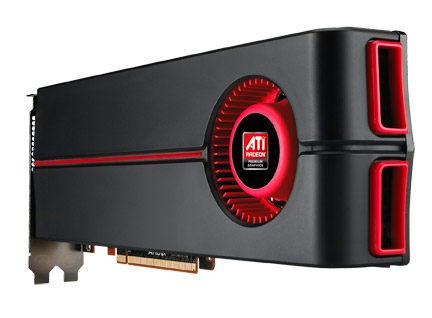
HD5870 en vue 3/4 de derrière

## Radeon HD 6000 (2011)
Premières cartes depuis le rachat d'ATI par AMD en 2006.
| Modèles                 | HD 6310 (IGP)            | HD 6450      | HD 6570      | HD 6670      | HD 6750       | HD 6770       | HD 6790      | HD 6850      | HD 6870      | HD 6950        | HD 6970        | HD 6990            |
| Nom de code             | Loveland                 | Caicos       | Turks        | Turks        | Juniper       | Juniper       | Barts        | Barts        | Barts        | Cayman         | Cayman         | Antilles           |
| Architecture            | TeraScale 2              | TeraScale 2  | TeraScale 2  | TeraScale 2  | TeraScale 2   | TeraScale 2   | TeraScale 2  | TeraScale 2  | TeraScale 2  | TeraScale 3    | TeraScale 3    | TeraScame 3        |
| Gravure                 | 32 nm                    | 40 nm        | 40 nm        | 40 nm        | 40 nm         | 40 nm         | 40 nm        | 40 nm        | 40 nm        | 40 nm          | 40 nm          | 40 nm              |
| Taille de la puce (mm2) | 75                       | 67           | 118          | 118          | 166           | 166           | 255          | 255          | 255          | 389            | 389            | 2 x 389            |
| Nb. de transistors      | 450 millions             | 370 millions | 716 millions | 716 millions | 1,04 milliard | 1,04 milliard | 1,7 Milliard | 1,7 milliard | 1,7 milliard | 2,640 milliard | 2,640 milliard | 2 x 2,640 milliard |
| Fréquence GPU (MHz)     | 276                      | 625          | 650          | 800          | 700           | 850           | 840          | 775          | 900          | 800            | 880            | 830                |
| Processeurs de flux     | 80                       | 160          | 480          | 480          | 720           | 800           | 800          | 960          | 1120         | 1408           | 1536           | 3072 (1536*2)      |
| Calcul SP (GFLOPS)      | 44                       | 200          | 624          | 768          | 1008          | 1360          | 1344         | 1488         | 2016         | 2252           | 2703           | 5098 (2549*2)      |
| Mémoire (Mo)            | Partagée avec le système | 512          | 2048         | 1024         | 1024          | 1024          | 1024         | 1024         | 1024         | 2048           | 2048           | 4096 (2048*2)      |
| Type Mémoire            | Partagée avec le système | GDDR5        | GDDR5        | GDDR5        | GDDR5         | GDDR5         | GDDR5        | GDDR5        | GDDR5        | GDDR5          | GDDR5          | GDDR5              |
| Fréquence mémoire (MHz) | Partagée avec le système | 800/3200     | 1000/4000    | 1000/4000    | 1150/4600     | 1200/4800     | 1050/4200    | 1000/4000    | 1050/4200    | 1250/5000      | 1375/5500      | 1250/5000          |
| Bande Passante (Go/s)   | Partagée avec le système | 25,6         | 64           | 64           | 73,6          | 76,8          | 134,4        | 128          | 134,4        | 160            | 176            | 320 (160*2)        |
| TDP (W)                 | 18                       | 18           | 60           | 66           | 86            | 108           | 150          | 127          | 151          | 200            | 250            | 375                |

## Radeon HD 7000 (2012)
Les Radeon HD 7000 ont été lancées en 2012, et sont les principales concurrentes des GeForce 600 Séries. Elles inaugurent la nouvelle architecture de processeurs graphiques d'AMD, Graphics Core Next. Trois principaux GPU ont été lancés :
- Tahiti
- Pitcairn
- Cape Verde

### Graphics Core Next
Dans la nouvelle architecture des Radeon HD (Graphics Core Next), chaque unité de calcul CU (Compute Unit) dispose de son propre scheduler pour la répartition des tâches, une répartition qui s'effectue sur les quatre unités vectorielles SIMD qui lui sont rattachées. Ces unités comportent chacune 16 voies ainsi que des registres vectoriels à hauteur de 64 Ko par unité. Dans les faits, une unité de calcul CU pourra donc exécuter 4 instructions sur 16 éléments. Les unités de calcul disposent également d'une unité scalaire accompagnée de ses registres (4 Ko) sans oublier une mémoire partagée en local de 64 Ko. À l'instar des microprocesseurs et de leur mémoire cache partagée, cette mémoire locale est partagée entre les quatre unités vectorielles notamment. Les unités de texture, au nombre de 4, se retrouvent dans chaque unité de calcul avec 16 unités chargées des opérations de chargement et de stockage des textures. En prime, AMD propose 16 Ko de mémoire cache de premier niveau dont le débit est de 64 octets par cycle d'horloge. Chaque groupe de quatre CU dispose d'un cache dédié aux instructions de 16 Ko et d'un cache de 32 Ko pour les données scalaires. En plus d'une mémoire globale partagée censée faciliter la synchronisation entre les unités de calcul ainsi qu'un deuxième niveau de mémoire cache. Chaque contrôleur mémoire sur 64 bits est adossé à une partition de mémoire cache de second niveau.
Au total Tahiti (le plus gros GPU de l'architecture) dispose de 512 Ko de mémoire cache L1 pour les données, 384 Ko de mémoire cache L1 partagée (instructions et données scalaires notamment), 768 Ko de mémoire cache locale partagée et 768 Ko de mémoire cache L2. Au total, le Radeon HD 7970 peut s'appuyer sur pas loin de 5 Mo de mémoire cache. Au niveau des unités de ROP, AMD organise sa puce avec huit unités de rendu final (Render Back End), chargées des dernières opérations sur les pixels comme les fonctions d'anticrénelage. C'est dans ces Render Back End qu'on retrouve les fameuses unités de ROP : avec quatre unités ROP par Render Back End, on arrive à un total de 32 ROP. Et avec 4 unités de texture par CU (unité de calcul), et 32 CU au cœur de la Radeon HD 7970, il y a au total 128 unités de texture.

### La Gamme des cartes Radeon HD 7000
- AMD Radeon HD 7990
- AMD Radeon HD 7970 GHz Edition
- AMD Radeon HD 7970
- AMD Radeon HD 7950
- AMD Radeon HD 7870 XT
- AMD Radeon HD 7870 GHz Edition
- AMD Radeon HD 7850
- AMD Radeon HD 7790[24]
- AMD Radeon HD 7770 OC Edition
- AMD Radeon HD 7770 GHz Edition
- AMD Radeon HD 7750
- AMD Radeon HD 7730
- AMD Radeon HD 7470M

## Radeon HD 8000 (2013)
La série Radeon HD 8000 est une famille de GPU pour ordinateurs développée par AMD. AMD avait initialement prévu de commercialiser cette famille au deuxième trimestre 2013, les puces étant fabriquées avec un procédé 28 nm et utilisant l'architecture Graphics Core Next améliorée. Cependant, la série 8000 s'est avérée être un rebadge OEM de la série 7000 (bien que Bonaire soit une puce basée sur GCN 2.0, donc de développement plus récent).

## Radeon Rx 400 (2016)
| Modèles                        | Radeon RX 460       | Radeon RX 470          | Radeon RX 480          |
| ------------------------------ | ------------------- | ---------------------- | ---------------------- |
| Nom de code                    | Polaris 11 (Baffin) | Polaris 10 (Ellesmere) | Polaris 10 (Ellesmere) |
| Architecture                   | GCN4                | GCN4                   | GCN4                   |
| Gravure                        | 14 nm               | 14 nm                  | 14 nm                  |
| Taille de la puce (mm2)        | 123                 | 232                    | 232                    |
| Nb. de transistors (milliards) | 3                   | 5.7                    | 5.7                    |
| Fréquence GPU (MHz)            | 1090                | 926                    | 1120                   |
| Fréquence GPU (Boost) (MHz)    | 1200                | 1206                   | 1266                   |
| Nb. processeurs de flux        | 896                 | 2048                   | 2304                   |
| Calcul SP (TFLOPS)             | 2.2                 | 4.9                    | 5.8                    |
| Mémoire (Go)                   | 2/4                 | 4/8                    | 4/8                    |
| Type Mémoire                   | GDDR5               | GDDR5                  | GDDR5                  |
| Fréquence mémoire (MHz)        | 1750                | 1650                   | 1750/2000              |
| Bande passante (Go/s)          | 112                 | 211                    | 224/256                |
| TDP (W)                        | 75                  | 120                    | 150                    |

## Radeon Rx 500 (2017)
La gamme Rx 500 est une amélioration de la gamme Rx 400 grâce à la maturité du procédé de fabrication 14 nm LPP de GlobalFoundries qui permet une fréquence plus élevée du GPU et de la mémoire par rapport aux cartes de la gamme Rx 400.
| Modèles                        | Radeon RX 550 | Radeon RX 560 | Radeon RX 570 | Radeon RX 580 | Radeon RX 590 |
| ------------------------------ | ------------- | ------------- | ------------- | ------------- | ------------- |
| Nom de code                    | Polaris 12    | Polaris 21    | Polaris 20    | Polaris 20    | Polaris 30    |
| Architecture                   | GCN 4         | GCN 4         | GCN 4         | GCN 4         | GCN 4         |
| Gravure                        | 14 nm         | 14 nm         | 14 nm         | 14 nm         | 12 nm         |
| Surface de la puce (mm2)       | 101           | 123           | 232           | 232           | 232           |
| Nb. de transistors (milliards) | 2.2           | 3             | 5.7           | 5.7           | 5.7           |
| Fréquence GPU (MHz)            | 1100          | 1175          | 1168          | 1257          | 1469          |
| Fréquence GPU (Boost) (MHz)    | 1183          | 1275          | 1244          | 1340          | 1545          |
| Nb. processeurs de flux        | 512           | 1024          | 2048          | 2304          | 2304          |
| Calcul SP (TFLOPS)             | 1.2           | 2.6           | 5             | 6.1           | 7.1           |
| Mémoire (Go)                   | 2             | 2/4           | 4/8           | 4/8           | 8             |
| Type de mémoire                | GDDR5         | GDDR5         | GDDR5         | GDDR5         | GDDR5         |
| Fréquence mémoire (MHz)        | 1750          | 1750          | 1750          | 2000          | 2000          |
| Bande passante (Go/s)          | 112           | 112           | 224           | 224/256       | 256           |
| TDP (W)                        | 65            | 80            | 150           | 185           | 225           |

## Radeon Rx Vega (2017)
Fin Juillet 2017, AMD annonce sa nouvelle architecture et ses nouvelles cartes graphiques Haut de gamme, après deux ans d'abandons sur ce segment.
| Modèles                           | Radeon RX Vega 56 | Radeon RX Vega 64 | Radeon VII |
| --------------------------------- | ----------------- | ----------------- | ---------- |
| Nom de code                       | VEGA 10           | VEGA 10           | VEGA 20    |
| Architecture                      | GCN5              | GCN5              | GCN5.1     |
| Gravure                           | 14 nm             | 14 nm             | 7 nm       |
| Taille de la puce (mm2)           | 484               | 484               | 331        |
| Nombre de transistors (milliards) | 12,5              | 12,5              | 13,23      |
| Fréquence GPU (MHz)               | 1138              | 1200              | 1400       |
| Fréquence GPU (Boost) (MHz)       | 1474              | 1536              | 1750       |
| Nb. processeurs de flux           | 3584              | 4096              | 3840       |
| Calcul SP (TFLOPS)                | 10,5              | 12,5              | 13,44      |
| Mémoire (Go)                      | 8                 | 8                 | 16         |
| Type de mémoire                   | HBM2              | HBM2              | HBM2       |
| Fréquence mémoire (MHz)           | 800               | 945               | 1000       |
| Bande passante (Go/s)             | 410               | 484               | 1024       |
| TDP (W)                           | 210               | 295               | 295        |

## Radeon RX 5000 (2019)
Le 11 juin 2019, AMD annonce sa nouvelle architecture et sa nouvelle série répondant au nom de code de "Navi". Les cartes annoncées visent actuellement le milieu de gamme. La nouvelle architecture s'appelle RDNA pour Radeon DNA.
| Modèles                        | Radeon RX 5500 | Radeon RX 5500 XT | Radeon RX 5600 | Radeon RX 5600 XT | Radeon RX 5700 | Radeon RX 5700 XT | PS5 CUSTOM | Xbox Series X |
| ------------------------------ | -------------- | ----------------- | -------------- | ----------------- | -------------- | ----------------- | ---------- | ------------- |
| Nom de code                    | Navi 14        | Navi 14           | Navi 10        | Navi 10           | Navi 10        | Navi 10           | Prospero   | Scarlett      |
| Architecture                   | RDNA 1.0       | RDNA 1.0          | RDNA 1.0       | RDNA 1.0          | RDNA 1.0       | RDNA 1.0          | RDNA 2.0   | RDNA 2.0      |
| Finesse de gravure             | 7 nm           | 7 nm              | 7 nm           | 7 nm              | 7 nm           | 7 nm              | 7 nm       | 7 nm          |
| Taille de la puce (mm2)        | 158            | 158               | 251            | 251               | 251            | 251               |            | 360.45        |
| Nb. de transistors (milliards) | 6,4            | 6,4               | 10,3           | 10,3              | 10,3           | 10,3              |            |               |
| Fréquence GPU (MHz)            | 1670           | 1717              | 1375           | 1375              | 1465           | 1605              | 1900       | 1825          |
| Fréquence GPU (Boost) (MHz)    | 1845           | 1845              | 1560           | 1560              | 1625           | 1755              | 2230       | 1825          |
| Nb. processeurs de flux        | 1408           | 1408              | 2048           | 2304              | 2304           | 2560              | 2304       | 3328          |
| Calcul SP (FP32) (TFLOPS)      | 5,20           | 5,20              | 6,40           | 7,19              | 7,95           | 9,75              | 10,23      | 12,15         |
| Mémoire (Go)                   | 4              | 8                 | 6              | 6                 | 8              | 8                 | 16         | 10            |
| Type de mémoire                | GDDR6          | GDDR6             | GDDR6          | GDDR6             | GDDR6          | GDDR6             | GDDR6      | GDDR6         |
| Fréquence mémoire (MHz)        | 1750           | 1750              | 1500           | 1500/1750         | 1750           | 1750              | 1750       | 1750          |
| Largeur bus (bits)             | 128            | 128               | 192            | 192               | 256            | 256               | 256        | 320           |
| Bande passante (Go/s)          | 224            | 224               | 288            | 288/336           | 448            | 448               | 448        | 560           |
| TDP (W)                        | 150            | 130               | 150            | 160               | 180            | 225               | 180        | 200           |

## Radeon RX 6000 (2020)
Le 28 septembre 2020, AMD annonce sa nouvelle série remplaçant la série RX 5000. La nouvelle architecture s'appelle RDNA 2 (en).
| Modèles                     | Radeon RX 6400 | Radeon RX 6500 XT | Radeon RX 6500 XT | Radeon RX 6600 | Radeon RX 6600 XT | Radeon RX 6700 | Radeon RX 6700 XT | Radeon RX 6750 XT | Radeon RX 6800 | Radeon RX 6800 XT | Radeon RX 6900 XT | Radeon RX 6950 XT |    |
| --------------------------- | -------------- | ----------------- | ----------------- | -------------- | ----------------- | -------------- | ----------------- | ----------------- | -------------- | ----------------- | ----------------- | ----------------- | -- |
| Nom de code                 | Navi 24        | Navi 24           | Navi 24           | Navi 23        | Navi 23           | Navi 22        | Navi 22           | Navi 22           | Navi 21        | Navi 21           | Navi 21           | Navi 21           |    |
| Architecture                | RDNA 2.0       | RDNA 2.0          | RDNA 2.0          | RDNA 2.0       | RDNA 2.0          | RDNA 2.0       | RDNA 2.0          | RDNA 2.0          | RDNA 2.0       | RDNA 2.0          | RDNA 2.0          | RDNA 2.0          |    |
| Finesse de gravure          | 6 nm           | 6 nm              | 6 nm              | 7 nm           | 7 nm              | 7 nm           | 7 nm              | 7 nm              | 7 nm           | 7 nm              | 7 nm              | 7 nm              |    |
| Taille de la puce (mm2)     | 107            | 237               | 237               | 237            | 237               | 335            | 335               | 335               | 519,8          | 519,8             | 519,8             | 519,8             |    |
| Fréquence GPU (MHz)         | 2039           | 2650              | 2650              | 2044           | 2359              | 2174           | 2321              | 2150              | 1700           | 1825              | 1825              | 1890              |    |
| Fréquence GPU (Boost) (MHz) | 2321           | 2815              | 2815              | 2491           | 2589              | 2450           | 2581              | 2600              | 2105           | 2250              | 2250              | 2310              |    |
| Nb. processeurs de flux     | 768            | 1024              | 1024              | 1792           | 2048              | 2304           | 2560              | 2560              | 3840           | 4608              | 5120              | 5120              |    |
| Calcul SP (FP32) (TFLOPS)   | 3,57           | 5,77              | 5,77              | 8,93           | 10,6              | 11,29          | 13,215            | 13,312            | 16,166         | 20,736            | 23,04             | 23,65             |    |
| Mémoire (Go)                | 4              | 4                 | 8                 | 8              | 8                 | 8              | 10                | 12                | 12             | 16                | 16                | 16                | 16 |
| Type de mémoire             | GDDR6          | GDDR6             | GDDR6             | GDDR6          | GDDR6             | GDDR6          | GDDR6             | GDDR6             | GDDR6          | GDDR6             | GDDR6             | GDDR6             |    |
| Largeur bus mémoire (bits)  | 64             | 64                | 64                | 128            | 128               | 160            | 192               | 192               | 256            | 256               | 256               | 256               |    |
| Fréquence mémoire (MHz)     | 2000           | 2250              | 2250              | 1750           | 2000              | 2250           | 2000              | 2250              | 2000           | 2000              | 2000              | 2250              |    |
| Bande passante (Go/s)       | 128            | 144               | 144               | 224            | 256               | 320            | 384               | 432               | 512            | 512               | 512               | 576               |    |
| TDP (W)                     | 53             | 113               | 113               | 132            | 150               | 175            | 230               | 250               | 250            | 300               | 300               | 335               |    |

## Radeon RX 7000 (2022)
Le 3 novembre 2022, AMD annonce sa nouvelle série remplaçant la série RX 6000. La nouvelle architecture s'appelle RDNA 3 (en).
| Modèles                     | Radeon RX 7600 | Radeon RX 7600 XT | Radeon RX 7700 XT | Radeon RX 7800 XT | Radeon RX 7900 GRE | Radeon RX 7900 XT | Radeon RX 7900 XTX |
| --------------------------- | -------------- | ----------------- | ----------------- | ----------------- | ------------------ | ----------------- | ------------------ |
| Date de lancement           | 25/04/2023     | 24/01/2024        | 25/08/2023        | 06/09/2023        | 27/02/2024         | 13/12/2023        | 13/12/2023         |
| Nom de code                 | Navi 33        | Navi 33           | Navi 32           | Navi 32 XT        | Navi 31 XL         | Navi 31 XT        | Navi 31            |
| Architecture                | RDNA 3.0       | RDNA 3.0          | RDNA 3.0          | RDNA 3.0          | RDNA 3.0           | RDNA 3.0          | RDNA 3.0           |
| Finesse de gravure          | 5 nm           | 5 nm              | 5 nm              | 5 nm              | 5 nm               | 5 nm              | 5 nm               |
| Taille de la puce (mm2)     | 204            | 204               | 346 (MCM)         | 346 (MCM)         | 529 (MCM)          | 529 (MCM)         | 529 (MCM)          |
| Nb. transistors (milliards) | 13,3           | 13,3              | 28,1              | 28,1              | 57,7               | 57,7              | 57,7               |
| Fréquence GPU (MHz)         | 1720           | 1720              | 1900              | 1800              | 1270               | 1500              | 1900               |
| Fréquence GPU (Boost) (MHz) | 2655           | 2755              | 2544              | 2430              | 2245               | 2400              | 2500               |
| Nb. processeurs de flux     | 2048           | 2048              | 3456              | 3840              | 5120               | 5376              | 6144               |
| Nb. TMU                     | 128            | 128               | 216               | 240               | 320                | 336               | 384                |
| Nb. ROP                     | 64             | 64                | 96                | 96                | 192                | 192               | 192                |
| Nb. accélérateurs RT        | 32             | 32                | 54                | 60                | 80                 | 84                | 96                 |
| Nb. accélérateurs IA        | 64             | 64                | 108               | 120               | 160                | 168               | 192                |
| Calcul SP (FP32) (TFLOPS)   | 14,09          | 14,09             | 26,27             | 27,64             | 26,01              | 32,26             | 46,69              |
| Mémoire (Go)                | 8              | 16                | 12                | 16                | 16                 | 20                | 24                 |
| Type de mémoire             | GDDR6          | GDDR6             | GDDR6             | GDDR6             | GDDR6              | GDDR6             | GDDR6              |
| Largeur bus mémoire (bits)  | 128            | 128               | 192               | 256               | 256                | 320               | 384                |
| Fréquence mémoire (MHz)     | 2250           | 2250              | 2250              | 2438              | 2250               | 2500              | 2500               |
| Bande passante (Go/s)       | 288            | 288               | 432               | 624               | 576                | 800               | 960                |
| TDP (W)                     | 165            | 190               | 245               | 263               | 260                | 315               | 355                |
| Interface                   | PCIe 4.0       | PCIe 4.0          | PCIe 4.0          | PCIe 4.0          | PCIe 4.0           | PCIe 4.0          | PCIe 4.0           |
| Concurrente chez Nvidia     | N/A            | N/A               | ~ RTX 4060 Ti     | N/A               | N/A                | N/A               | ~ RTX 4080         |
| MSRP (US$)                  | 269            | 329               | 449               | 499               | 549                | 899               | 999                |

## Radeon RX 9000 (2025)
Le 28 février 2025, AMD annonce sa nouvelle série remplaçant la série RX 7000. La nouvelle architecture s'appelle RDNA 4 (en).
| Modèles                     | Radeon RX 9060 XT | Radeon RX 9060 XT | Radeon RX 9070 | Radeon RX 9070 XT |
| --------------------------- | ----------------- | ----------------- | -------------- | ----------------- |
| Date de lancement           | 05/06/2025        | 05/06/2025        | 06/03/2025     | 06/03/2025        |
| Nom de code                 | Navi 44 XT        | Navi 44 XT        | Navi 48        | Navi 48           |
| Architecture                | RDNA 4.0          | RDNA 4.0          | RDNA 4.0       | RDNA 4.0          |
| Finesse de gravure          | 4 nm              | 4 nm              | 4 nm           | 4 nm              |
| Taille de la puce (mm2)     | 153               | 153               | 356            | 356               |
| Nb. transistors (milliards) | 29,7              | 29,7              | 53,9           | 53,9              |
| Fréquence GPU (MHz)         | 2220              | 2220              | 2070           | 2400              |
| Fréquence GPU (Boost) (MHz) | 3130              | 3130              | 2520           | 2970              |
| Nb. processeurs de flux     | 2048              | 2048              | 3584           | 4096              |
| Nb. TMU                     | 128               | 128               | 224            | 256               |
| Nb. ROP                     | 64                | 64                | 128            | 128               |
| Nb. accélérateurs RT        | 32                | 32                | 54             | 64                |
| Nb. accélérateurs IA        | 64                | 64                | 112            | 128               |
| Calcul SP (FP32) (TFLOPS)   | 25,6              | 25,6              | 36,1           | 48,7              |
| Mémoire (Go)                | 8                 | 16                | 16             | 16                |
| Type de mémoire             | GDDR6             | GDDR6             | GDDR6          | GDDR6             |
| Largeur bus mémoire (bits)  | 128               | 128               | 256            | 256               |
| Bande passante (Go/s)       | 322,3             | 322,3             | 650            | 650               |
| TDP (W)                     | 150               | 160               | 220            | 304               |
| Interface                   | PCIe 5.0          | PCIe 5.0          | PCIe 5.0       | PCIe 5.0          |
| Concurrente chez Nvidia     | ~ RTX 5060 Ti     | ~ RTX 5060 Ti     | ~ RTX 5070     | ~ RTX 5070 Ti     |
| MSRP (US$)                  | 299               | 349               | 549            | 599               |